# 立川市
立川市（たちかわし）は、東京都の多摩地域中部に位置する市。1940年12月1日市制施行。多摩地域屈指の商業都市である。

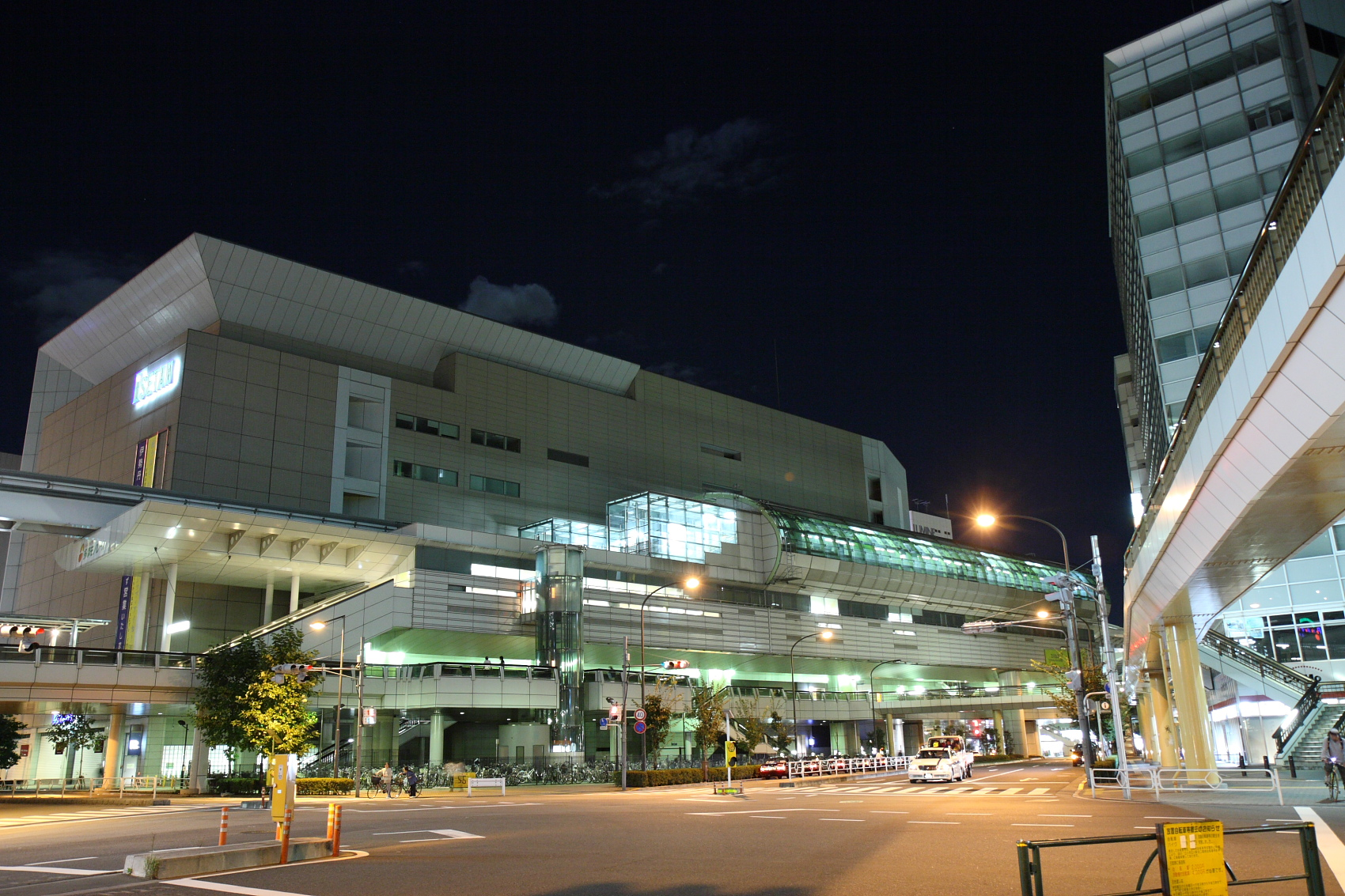
立川駅・立川北駅周辺

真如苑の総本山があるため、同宗派の施設が市内に多く存在する。

## 概要

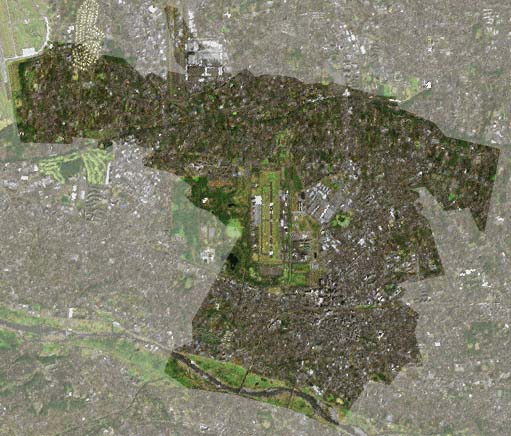
立川市域のランドサット衛星写真

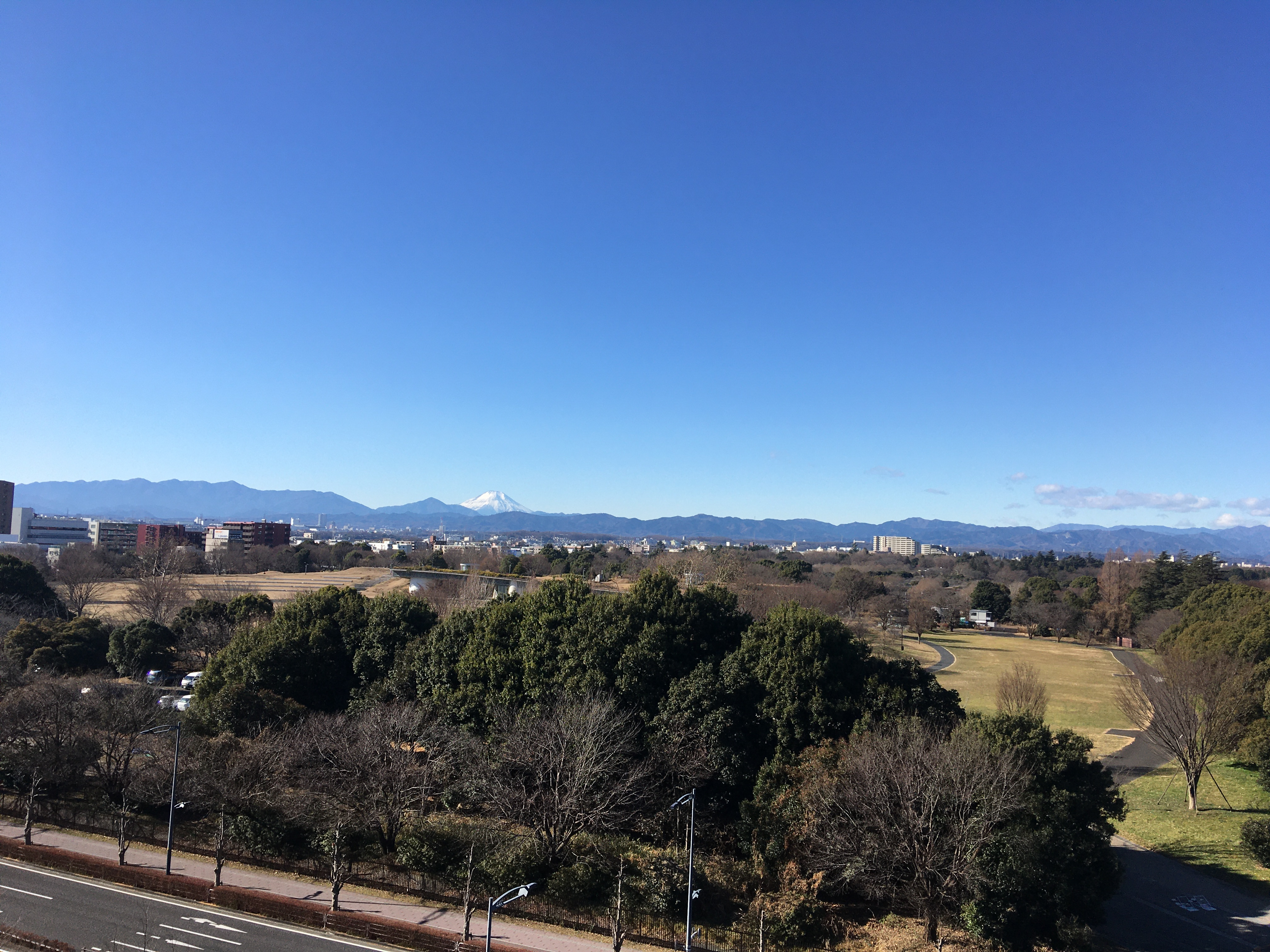
GREEN SPRINGSからの国営昭和記念公園と富士山

東京都の島嶼部を除く地域の中央よりやや西側の、多摩川中流左岸武蔵野台地上に位置する。市域のほとんどは平地であるが、南部の多摩川沿いに立川崖線、北東端に国分寺崖線が見られる。標高は北部から南部へゆるやかに低くなっており、南北に残堀川が流れ、市北部の一部（0.7㎢）のみ玉川上水を分水嶺とし荒川水系域となっている。
交通の面では市内中心部にJR中央本線・南武線・青梅線が乗り入れる立川駅と、多摩地区を南北に結ぶ多摩都市モノレール線の立川北駅・立川南駅が位置しており、これからの路線が多摩地域を東西南北方向に結んでいる。立川駅は、中央線特別快速（中央特快）電車で東京駅から40分、新宿駅からは25分ほどである。
多摩地区最大の乗車人員数を誇る立川駅周辺は百貨店などの大型商業施設やオフィスが集積する首都圏有数の規模の繁華街である。戦前は立川飛行場（立川基地）を中心とした軍事都市（軍都）であり、他にも陸軍航空工廠、立川陸軍航空廠といった日本陸軍の航空関連の施設があった。戦後も立川基地は在日アメリカ軍基地として使用されていたが、現在は日本に返還されている。基地の一部跡地の再開発や多摩モノレールの開業により、駅周辺はもともと多摩地域の中心都市であった八王子を凌ぐ商業集積地へと発展した。多摩地域では町田駅・吉祥寺駅・八王子駅と並び駅前が発展している。また、立川飛行場跡地には立川広域防災基地が設置されており、首都圏での大規模災害発生時に災害応急対策活動の拠点及び政府機能のバックアップとして機能する。立川飛行場跡地は他にも昭和記念公園やファーレ立川などの大規模な公共施設・商業施設に整備された。
市南部の立川駅周辺が一大繁華街となっている一方で、北部の西武拝島線沿線は住宅と田畑が混雑するスプロール化した住宅街が広がっている。市北部の旧・砂川町は憲法学上の重要判例である「砂川事件（砂川闘争）」があった場所として知られる。

### 隣接する自治体
- 東 - 国立市、国分寺市、小平市
- 北 - 東大和市、武蔵村山市
- 西 - 昭島市、福生市
  - 旧砂川町は横田基地を挟み瑞穂町とも接していたが、合併後1973年4月に福生市との境界変更[3]が行われ接しなくなった。
- 南 - 日野市

## 歴史
江戸時代までは甲州街道および五日市街道沿いの村落に過ぎなかった。明治となって、板谷元右衛門（1842年生-1908年没）の大規模な土地の寄付による誘致運動によって、1889年に甲武鉄道（現在のJR中央線）が新宿-立川間で開業し、これ以降、立川市域南部の立川駅がターミナル駅となった。1922年立川飛行場が設置されたことによって商業・工業の集積が進んだことが、今日の繁栄の礎となっている。戦前は立川飛行場を中心とした軍事都市であり、戦後も1977年まで在日アメリカ軍の基地が置かれ、その後陸上自衛隊が使用している。跡地の一部は立川広域防災基地・昭和記念公園・ファーレ立川などに再開発され、商業施設や公共施設が立ち並んでいる。
2001年の「東京の新しい都市づくりビジョン」で核都市に指定されている。また、立川市を国立市と合併すると言う計画が存在していた。

### 地名の由来
2通りの説がある。
- 武蔵国府が現在の府中市にあった時代、その府中宿付近より見て現在の多摩市付近で東西に連なる山を多摩の横山と呼び、その多摩の横山から見て多摩川が縦方向（南北）に流れている近辺（現在の立川、日野近辺）を立の河と呼んでいた。立の河が次第に変化して現在の立川になったと言われている。よって、立川の「川」は現在の多摩川を指す。
- 地方豪族立川氏（たちかわ・し）が、現在の普済寺に城をつくったことから立川（たちかわ）になったと言われている。

なお、立川付近の多摩川の河原は立河原（たちかわのはら/たちがわら）と呼称（上記いずれの説に由来するのかは不明）され、後に合戦も行われている。

### 略史
- 縄文時代 多摩川沿いの段丘に、大和田遺跡などの村落が形成される。
- 811年（弘仁2年）　諏訪神社が創建。
- 平安時代 立川氏が地頭となり、戦国時代末期まで領有する。
- 1353年（文和2年）　普済寺 (立川市)が開山。
- 1455年（享徳4年 - 康正元年） 分倍河原の戦いにおいて鎌倉公方足利成氏が立河原で追撃戦を行い、敵大将上杉憲秋がこの地で致命傷を負って高幡不動（異説あり）で自害した。
- 1504年（文亀4年 - 永正元年） 立河原の戦いが起こる。関東管領上杉顕定の大軍が上杉朝良・今川氏親・北条早雲の連合軍に敗退する。
- 1600年代 玉川上水の開通により、砂川で新田開発が進み、五日市街道周辺に村落が形成される。
- 1881年（明治14年） 柴崎村から立川村に改称。北多摩郡内に同名の柴崎村（現在の調布市柴崎）があったため、戦国期の郷名である「立川」に改称したとされる[4]。
- 1889年（明治22年） 町村制施行に伴い、神奈川県北多摩郡立川村および砂川村が成立。甲武鉄道（現在のJR中央線）新宿駅 - 立川駅間が開通する。
- 1893年（明治26年） 神奈川県から東京府に移管される。
- 1922年（大正11年） 立川村に、陸軍飛行第5連隊の立川飛行場が設置される。
- 1923年（大正12年） 立川村が町制施行し立川町になる。
- 1940年（昭和15年） 立川町が市制施行し立川市になる。東京市、八王子市に次いで東京で3番目に市制施行した。
- 1945年（昭和20年） 2月 - 8月、アメリカ軍による合計13回にわたる立川空襲により340人の犠牲者を出す。9月、敗戦にともないアメリカ軍により立川飛行場は接収され立川基地となる。これにより立川は基地の町として全国に知られるようになる。
- 1950年（昭和25年） この年に朝鮮戦争が勃発する。立川基地が出撃拠点となる。
- 1954年（昭和29年） 砂川村が町制施行して砂川町になる。
- 1955年（昭和30年） 立川基地拡張計画が発表される。「砂川町基地拡張反対同盟」が結成される。
- 1956年（昭和31年） 砂川闘争が起こる。
- 1958年（昭和33年） 市役所庁舎が錦町三丁目2番26号に落成。
- 1963年（昭和38年）5月1日、砂川町が立川市に編入され、旧砂川町役場は立川市役所砂川支所となる。なお、編入から半世紀以上経った現在も砂川地区住民は立川駅方面に行くことを「立川に行く」と言う。
- 1965年（昭和40年） この年にベトナム戦争が勃発する。立川基地は再び出撃拠点となる。第二次砂川闘争が起こる。
- 1968年（昭和43年） 西武鉄道拝島線の玉川上水駅 - 拝島駅間が開通する。
- 1969年（昭和44年）基地拡張計画が中止。同年12月8日、立川基地における米軍の飛行活動が停止。これより日本側へ基地返還が始まる。
- 1973年（昭和48年）立川市長による自衛隊員住民登録拒否事件が発生する。市長ら2名が起訴猶予処分となる。
- 1977年（昭和52年） アメリカ軍が横田基地へ移転。立川基地は日本に全面返還される。陸上自衛隊立川駐屯地、国営昭和記念公園、立川広域防災基地などに転用される。
- 1983年（昭和58年）10月26日　立川基地跡地に国営昭和記念公園が開園する。
- 1993年（平成5年）4月25日 - 11月7日、TAMAらいふ21が開催。国営昭和記念公園がメイン会場となる。
- 1994年（平成6年） 立川基地跡地の一部に、ファーレ立川が完成する。
- 1998年（平成10年） 多摩都市モノレール線 の立川北 - 上北台間が開通する。
- 2000年（平成12年） 多摩都市モノレール線の立川北駅 - 多摩センター駅間が開通する。
- 2010年（平成22年）
  - 4月30日　砂川支所が廃止される（市役所が市域南部の錦町から、市域中央部の泉町に移転することに伴う）。
  - 5月6日　市役所が泉町1156番地の9へ移転。

## 人口
| 立川市（に相当する地域）の人口の推移 \| 1970年（昭和45年） \| 117,057人 \| \| \| 1975年（昭和50年） \| 138,129人 \| \| \| 1980年（昭和55年） \| 142,675人 \| \| \| 1985年（昭和60年） \| 146,523人 \| \| \| 1990年（平成2年） \| 152,824人 \| \| \| 1995年（平成7年） \| 157,884人 \| \| \| 2000年（平成12年） \| 164,709人 \| \| \| 2005年（平成17年） \| 172,566人 \| \| \| 2010年（平成22年） \| 179,668人 \| \| \| 2015年（平成27年） \| 176,295人 \| \| \| 2020年（令和2年） \| 183,581人 \| \| |           |  |
| 総務省統計局 国勢調査より |           |  |
| 1970年（昭和45年） | 117,057人 |  |
| 1975年（昭和50年） | 138,129人 |  |
| 1980年（昭和55年） | 142,675人 |  |
| 1985年（昭和60年） | 146,523人 |  |
| 1990年（平成2年） | 152,824人 |  |
| 1995年（平成7年） | 157,884人 |  |
| 2000年（平成12年） | 164,709人 |  |
| 2005年（平成17年） | 172,566人 |  |
| 2010年（平成22年） | 179,668人 |  |
| 2015年（平成27年） | 176,295人 |  |
| 2020年（令和2年） | 183,581人 |  |

昼間人口203,252、夜間人口179,668（2010年国勢調査）

### 昼夜間人口
2005年に夜間人口（居住者）は172,563人であるが、市外からの通勤者と通学生および居住者のうちの市内に昼間残留する人口の合計である昼間人口は193,465人で昼は夜の1.121倍の人口になる。通勤者・通学生で見ると市内から市外へ出る通勤者46,380人、市外から市内へ入る通勤者は67,332人と通勤者では市外から市内へ入る通勤者のほうが多いが、学生では市外から市内へ入る学生は8,931人で市内から市外に出る通学生8,981人と学生では出入りは均衡している。（東京都編集『東京都の昼間人口2005』2008年発行144,145ページ　国勢調査では年齢不詳のものが東京都だけで16万人いる。上のグラフには年齢不詳のものを含め、昼夜間人口に関しては年齢不詳の人物は数字に入っていないので数字の間に誤差は生じる）
東京都特別区部への通勤率は17.6%（2010年国勢調査）。

## 地域

### 住居表示
立川市では、一部の区域で住居表示に関する法律に基づく住居表示が実施されている。また、旧砂川町域を中心とした一部の区域で町名地番整理が実施されている。
| 町名              | 設置年月日                | 住居表示実施年月日             | 住居表示実施直前の町名                                 | 備考                 |
| ----------------- | ------------------------- | ------------------------------ | ------------------------------------------------------ | -------------------- |
| 富士見町一-七丁目 | 1942年12月1日             | 1964年10月10日                 | 富士見町1・2・4・5の各全部                             |                      |
| 富士見町一-七丁目 | 1942年12月1日             | 1987年10月1日                  | 富士見町3・6・7の全部                                  |                      |
| 柴崎町一-六丁目   | 1942年12月1日             | 1965年5月1日                   | 柴崎町1〜4の各全部及び柴崎町6の一部                    |                      |
| 柴崎町一-六丁目   | 1942年12月1日             | 1987年10月1日                  | 柴崎町5・6の全部                                       |                      |
| 錦町一-六丁目     | 1942年12月1日             | 1965年11月1日                  | 錦町1〜6の各全部                                       |                      |
| 羽衣町一-三丁目   | 1942年12月1日             | 1966年4月1日                   | 羽衣町1・2の各全部                                     |                      |
| 羽衣町一-三丁目   | 1942年12月1日             | 1986年12月1日                  | 羽衣町3の全部                                          |                      |
| 曙町一-三丁目     | 1942年12月1日             | 1966年10月1日                  | 曙町1〜3の各全部                                       |                      |
| 高松町一-三丁目   | 1942年12月1日             | 1967年4月1日                   | 高松町2・3の各全部及び高松町1の一部                    |                      |
| 高松町一-三丁目   | 1942年12月1日             | 1970年12月1日 （一・二に編入） | 高松町1のうち住居表示未実施区域の全部 及び砂川町の一部 |                      |
| 砂川町一-八丁目   | 1979年11月1日             | 未実施                         |                                                        | 町名地番整理実施区域 |
| 緑町              | 1942年12月1日             | 未実施                         |                                                        |                      |
| 栄町一-六丁目     | 1970年12月1日             | 未実施                         |                                                        | 町名地番整理実施区域 |
| 若葉町一-四丁目   | 1971年5月1日（四）        | 未実施                         |                                                        | 町名地番整理実施区域 |
| 若葉町一-四丁目   | 1971年7月1日（一-三）     | 未実施                         |                                                        | 町名地番整理実施区域 |
| 幸町一-六丁目     | 1971年5月1日（四）        | 未実施                         |                                                        | 町名地番整理実施区域 |
| 幸町一-六丁目     | 1971年10月1日（上記以外） | 未実施                         |                                                        | 町名地番整理実施区域 |
| 柏町一-五丁目     | 1971年5月1日（四の一部）  | 未実施                         |                                                        | 町名地番整理実施区域 |
| 柏町一-五丁目     | 1972年5月1日（上記以外）  | 未実施                         |                                                        | 町名地番整理実施区域 |
| 泉町              | 1973年4月1日              | 未実施                         |                                                        |                      |
| 上砂町一-七丁目   | 1981年11月1日             | 未実施                         |                                                        | 町名地番整理実施区域 |
| 一番町一-六丁目   | 1982年9月1日              | 未実施                         |                                                        | 町名地番整理実施区域 |
| 西砂町一-七丁目   | 1983年7月1日              | 未実施                         |                                                        | 町名地番整理実施区域 |

### 市外局番
- 市外局番 : 市内全域において042（立川MA）。

### 郵便番号
- 郵便番号の上三桁は、190。

### ナンバープレート
- 自動車のナンバープレートは、多摩ナンバー。

### 防災行政無線
- 1982年（昭和57年） 防災行政無線が整備される。
- 1983年（昭和58年） 3月18日、防災行政無線が開局する。
- 1987年（昭和62年） 4月1日、防災行政無線のチャイムの音色を変更。
- 2004年（平成16年） 4月1日、防災行政無線放送等変更。
- 2005年（平成17年） 12月21日、防災行政無線の子供の見守り放送が開始される。
- 2013年（平成25年） 12月27日、防災行政無線のデジタル化寸前により、防災行政無線放送等変更。

## 行政

### 市長
- 酒井大史 （さかい だいし）
  - 選出日 - 2023年9月3日

歴代村長
- 小川保一  1889年6月11日〜1890年6月10日
- 井上善次郎 1890年11月15日〜1904年5月16日
- 五十嵐兵三郎 1904年7月18日〜1908年7月17日
- 西村留五郎 1908年7月27日〜1910年5月6日
- 小川保一　1910年6月6日〜1910年9月17日
- 小川休　1911年3月15日〜1911年12月29日
- 小川孝喜 1913年11月6日〜1923年11月30日

歴代町長
- 小川孝喜　1923年12月1日〜1928年5月26日
- 中嶋舜司 1928年8月24日〜1932年8月23日
- 小川孝喜 1932年9月30日〜1933年12月8日
- 中嶋舜司 1933年12月10日〜1937年12月
- 板谷信一郎　1938年4月3日〜1940年12月1日

| 代           | 氏名         | 就任日                    | 退任日                    | 備考         |
| 官選立川市長 | 官選立川市長 | 官選立川市長              | 官選立川市長              | 官選立川市長 |
| ------------ | ------------ | ------------------------- | ------------------------- | ------------ |
| 1            | 小川孝喜     | 1941年（昭和16年）2月20日 | 1942年（昭和17年）7月27日 |              |
| 2            | 三浦碌郎     | 1943年（昭和18年）10月5日 | 1946年（昭和21年）10月9日 |              |
| 公選立川市長 |              |                           |                           |              |
| 3            | 中嶋舜司     | 1947年（昭和22年）4月7日  | 1951年（昭和26年）4月6日  |              |
| 4            | 板谷信一郎   | 1951年（昭和26年）4月23日 | 1955年（昭和30年）4月5日  |              |
| 5            | 中嶋舜司     | 1955年（昭和30年）5月1日  | 1959年（昭和34年）4月30日 |              |
| 6            | 桜井三男     | 1959年（昭和34年）5月1日  | 1963年（昭和38年）4月30日 |              |
| 7            | 桜井三男     | 1963年（昭和38年）5月1日  | 1967年（昭和42年）4月30日 |              |
| 8            | 桜井三男     | 1967年（昭和42年）5月1日  | 1967年（昭和42年）7月17日 | 在職中に死去 |
| 9            | 鈴木清       | 1967年（昭和42年）9月8日  | 1971年（昭和46年）9月7日  |              |
| 10           | 阿部行蔵     | 1971年（昭和46年）9月8日  | 1975年（昭和50年）9月7日  |              |
| 11           | 岸中士良     | 1975年（昭和50年）9月8日  | 1979年（昭和54年）9月7日  |              |
| 12           | 岸中士良     | 1979年（昭和54年）9月8日  | 1983年（昭和58年）9月7日  |              |
| 13           | 岸中士良     | 1983年（昭和58年）9月8日  | 1987年（昭和62年）9月7日  |              |
| 14           | 青木久       | 1987年（昭和62年）9月8日  | 1991年（平成3年）9月7日   |              |
| 15           | 青木久       | 1991年（平成3年）9月8日   | 1995年（平成7年）9月7日   |              |
| 16           | 青木久       | 1995年（平成7年）9月8日   | 1999年（平成11年）9月7日  |              |
| 17           | 青木久       | 1999年（平成11年）9月8日  | 2003年（平成15年）9月7日  |              |
| 18           | 青木久       | 2003年（平成15年）9月8日  | 2007年（平成19年）9月7日  |              |
| 19           | 清水庄平     | 2007年（平成19年）9月8日  | 2011年（平成23年）9月7日  |              |
| 20           | 清水庄平     | 2011年（平成23年）9月8日  | 2015年（平成27年）9月7日  |              |
| 21           | 清水庄平     | 2015年（平成27年）9月8日  | 2019年（令和元年）9月7日  |              |
| 22           | 清水庄平     | 2019年（令和元年）9月8日  | 2023年（令和5年) 9月7日   |              |
| 23           | 酒井大史     | 2023年（令和5年）9月8日   | 現職                      |              |

### 副市長
- 近藤忠信（こんどう ただのぶ）[8]
  - 任期　2028年3月31日まで（1期目）

- 小林健司（こばやし けんじ）
  - 任期　2027年12月25日まで（1期目）

### 市役所庁舎
- 立川市役所は2010年5月、立川基地跡の泉町1156番9（多摩都市モノレール線高松駅から徒歩10分）に移設された。地上3階・地下1階の低層・大平面建築となる。用地は19億6,900万円で国有地を取得、建築費は85億円。設計は野沢正光・山下設計 設計共同体。2008年6月起工式、竣工は2010年2月[9]。業務開始は5月6日。

### 特別地方公共団体
- 立川市が構成団体の一つである広域連合
  - 東京都後期高齢者医療広域連合（所在地︰東京都千代田区飯田橋3丁目5番1号 東京区政会館内）

- 立川市が構成団体の一つである一部事務組合
  - 東京市町村総合事務組合（所在地︰東京都府中市新町2丁目77番地の1 東京自治会館内）
  - 東京たま広域資源循環組合（所在地︰東京都西多摩郡日の出町大字大久野7642番地）
  - 立川・昭島・国立聖苑組合（所在地︰東京都立川市羽衣町3丁目20番18号）
  - 湖南衛生組合（所在地︰東京都武蔵村山市大南5丁目1番地）（2023年4月1日加入）

## 議会

### 東京都議会
2025年東京都議会議員選挙
- 選挙区：立川市選挙区
- 定数：2人
- 任期：2025年7月23日 - 2029年7月22日
- 投票日：2025年6月22日
- 当日有権者数：152,444人
- 投票率：43.52％

| 候補者名 | 当落 | 年齢 | 所属党派           | 新旧別 | 得票数   |
| -------- | ---- | ---- | ------------------ | ------ | -------- |
| 伊藤大輔 | 当   | 50   | 都民ファーストの会 | 現     | 27,575票 |
| 鈴木烈   | 当   | 51   | 立憲民主党         | 現     | 18,153票 |
| 川口惠   | 落   | 59   | 自由民主党         | 新     | 10,381票 |
| 矢田一久 | 落   | 34   | 無所属             | 新     | 9,172票  |

2023年東京都議会議員補欠選挙
- 選挙区：立川市選挙区
- 被選出数：2人
- 投票日：2023年10月15日
- 当日有権者数：154,306人
- 投票率：27.39％

| 候補者名 | 当落 | 年齢 | 党派名             | 新旧別 | 得票数   |
| -------- | ---- | ---- | ------------------ | ------ | -------- |
| 伊藤大輔 | 当   | 48   | 都民ファーストの会 | 新     | 17,499票 |
| 鈴木烈   | 当   | 49   | 立憲民主党         | 新     | 12,141票 |
| 木原宏   | 落   | 47   | 自由民主党         | 新     | 12,050票 |

2021年東京都議会議員選挙
- 選挙区：立川市選挙区
- 定数：2人
- 任期：2021年7月23日 - 2025年7月22日
- 投票日：2021年7月4日
- 当日有権者数：152,529人
- 投票率：37.24％

| 候補者名 | 当落 | 年齢 | 党派名             | 新旧別 | 得票数   | 備考                                      |
| -------- | ---- | ---- | ------------------ | ------ | -------- | ----------------------------------------- |
| 酒井大史 | 当   | 53   | 立憲民主党         | 元     | 20,633票 | 立川市長選挙立候補により2023年8月27日退職 |
| 清水孝治 | 当   | 55   | 自由民主党         | 現     | 20,470票 | 立川市長選挙立候補により2023年8月27日退職 |
| 石飛香織 | 落   | 37   | 都民ファーストの会 | 新     | 14,619票 |                                           |

2017年東京都議会議員選挙
- 選挙区：立川市選挙区
- 定数：2人
- 投票日：2017年7月2日
- 当日有権者数：149,586人
- 投票率：48.01％

| 候補者名 | 当落 | 年齢 | 党派名             | 新旧別 | 得票数   |
| -------- | ---- | ---- | ------------------ | ------ | -------- |
| 増田一郎 | 当   | 52   | 都民ファーストの会 | 新     | 24,912票 |
| 清水孝治 | 当   | 51   | 自由民主党         | 現     | 16,946票 |
| 酒井大史 | 落   | 49   | 無所属             | 現     | 16,257票 |
| 浅川修一 | 落   | 62   | 日本共産党         | 元     | 12,690票 |

### 衆議院
- 選挙区：東京21区（八王子市（おおむね旧由木村域）、立川市、日野市）
- 投票日：2024年10月27日
- 当日有権者数：405,235人
- 投票率：55.86％

| 当落 | 候補者名   | 年齢 | 所属党派     | 新旧別 | 得票数   | 重複 |
| ---- | ---------- | ---- | ------------ | ------ | -------- | ---- |
| 当   | 大河原雅子 | 71   | 立憲民主党   | 前     | 90,724票 | ○    |
|      | 小田原潔   | 60   | 無所属       | 前     | 69,421票 |      |
|      | 山下容子   | 65   | 日本維新の会 | 新     | 36,642票 | ○    |
|      | 森裕一     | 49   | 参政党       | 新     | 18,511票 |      |

## 公共機関
立川は内閣総理大臣を本部長とする緊急災害対策本部が設置可能な立川広域防災基地を有する防災都市である。多極分散型国土形成促進法（1988年制定）において業務核都市とされ、旧文部省、旧自治省の5つの研究・研修機関の立川への移転が行われたほか、東京地裁立川支部なども八王子から移転しており、多数の国の機関が所在する多摩地区の中核都市となっている。

### 立川広域防災基地
立川広域防災基地は、南関東直下地震（首都直下地震）など大規模災害発生時に広域的対応を行う緊急拠点である。立川飛行場と内閣府災害対策本部予備施設を中心に、自衛隊・東京消防庁・警視庁・医療機関等の施設が集められ、内閣総理大臣を本部長とする緊急災害対策本部が設置可能な重要な基地となっている。国立病院機構災害医療センターは、災害派遣医療チーム（DMAT）の研修を行う災害拠点病院の中の拠点であり、東日本大震災でも全国のDMATの総司令部として機能した。さらに、裁判所などの国の施設も、この基地周辺に集約されている。

### 警察

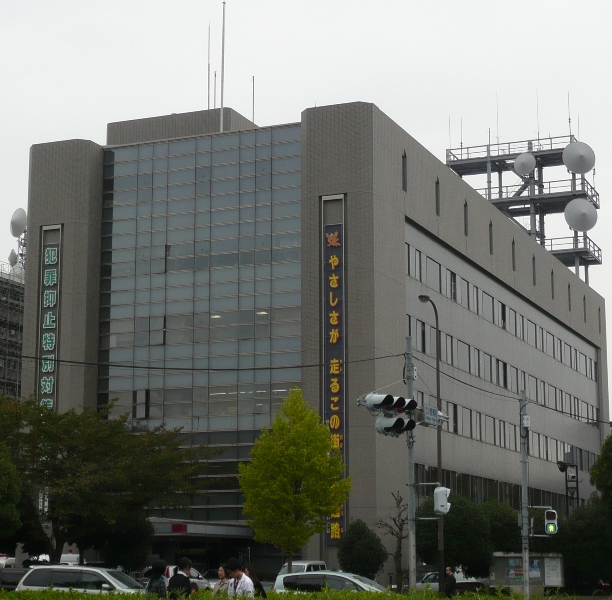
立川警察署

- 警視庁通信指令本部多摩指令センター
- 第八方面本部
- 第八方面交通機動隊
- 第八方面自動車警ら隊
- 立川警察署（立川市と国立市を管轄）
  - 交番14か所、駐在所4か所ある
- 第三機動捜査隊
- 第四機動隊
- 特殊救助隊 (SRT)
- 航空隊立川飛行センター
- 鉄道警察隊立川分駐所
- 立川少年センター

### 消防（東京消防庁）
- 東京消防庁多摩指令室（多摩災害救急情報センター）
- 第八消防方面本部
- 第八消防方面本部消防救助機動部隊 （ハイパーレスキュー）
- 立川消防署
  - 錦町出張所 特別消火中隊・救急隊1
  - 砂川出張所 救急隊1
- 航空隊多摩航空センター　航空消防救助機動部隊（エアハイパーレスキュー）

### 司法
- 東京地方裁判所立川支部
- 東京家庭裁判所立川支部
- 立川簡易裁判所
- 立川検察審査会

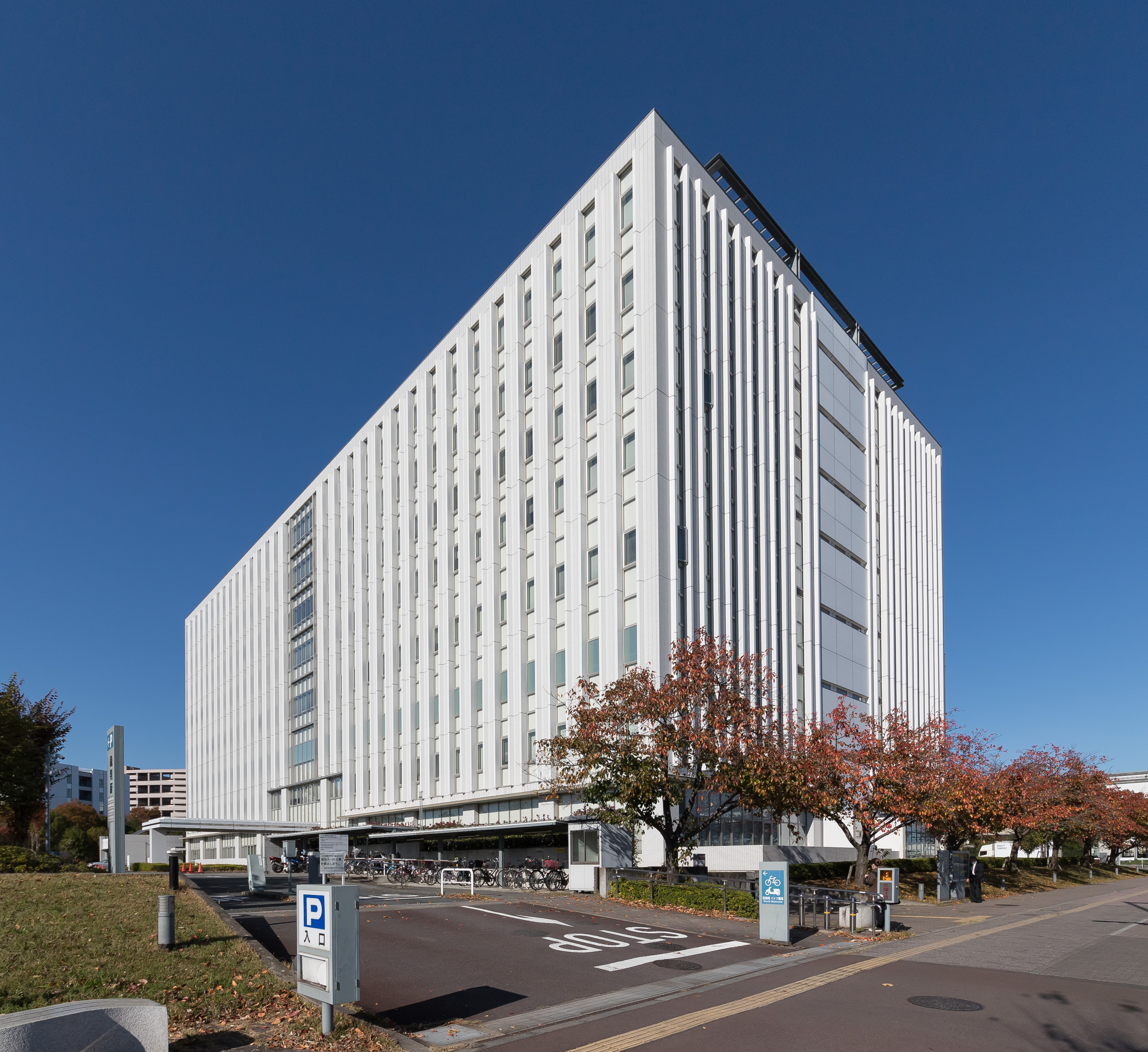
東京地方裁判所 立川支部

八王子市にあった東京地方裁判所および東京家庭裁判所の八王子支部の建物が老朽化し、手狭になったことにより、米軍立川基地跡地に新設された裁判所庁舎（緑町10-4）に2009年4月20日移転し、それぞれ立川支部となったほか、錦町にあった立川簡易裁判所も新庁舎に移転した。八王子検察審査会も新庁舎に移転し、立川検察審査会となった。
これとともに新設された立川第二法務総合庁舎（緑町6-3）には、八王子市から東京地方検察庁八王子支部、青梅区検察庁が移転し、地検八王子支部は立川支部となったほか、錦町から立川区検察庁が移転した。
また、泉町に立川拘置所を新設し、2009年6月から府中刑務所八王子拘置支所などから収容者を移送、八王子拘置支所は廃止された。

### 国の行政機関
- 法務省
  - 東京法務局立川出張所
  - 立川拘置所
  - 東京保護観察所立川支部

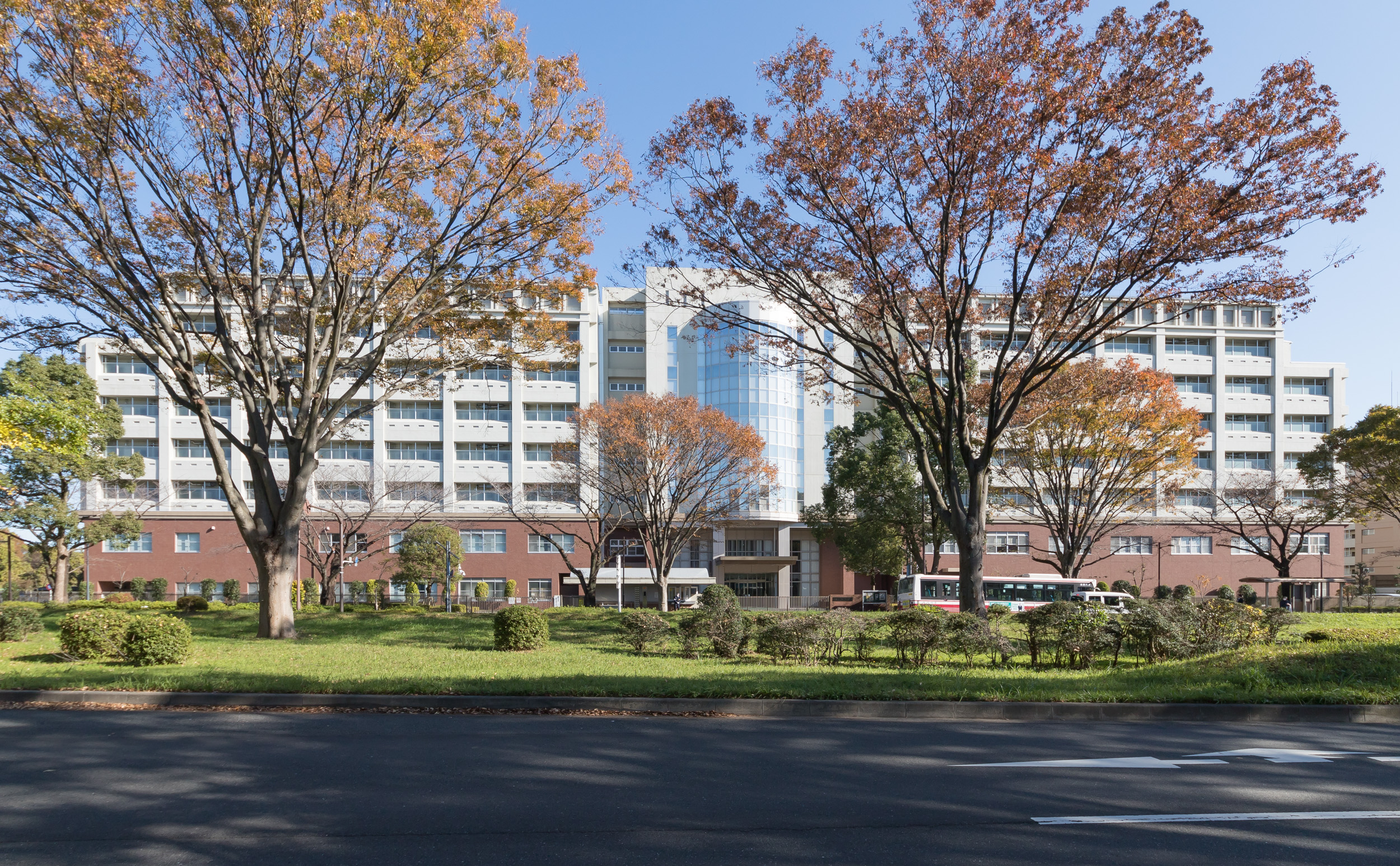
立川拘置所

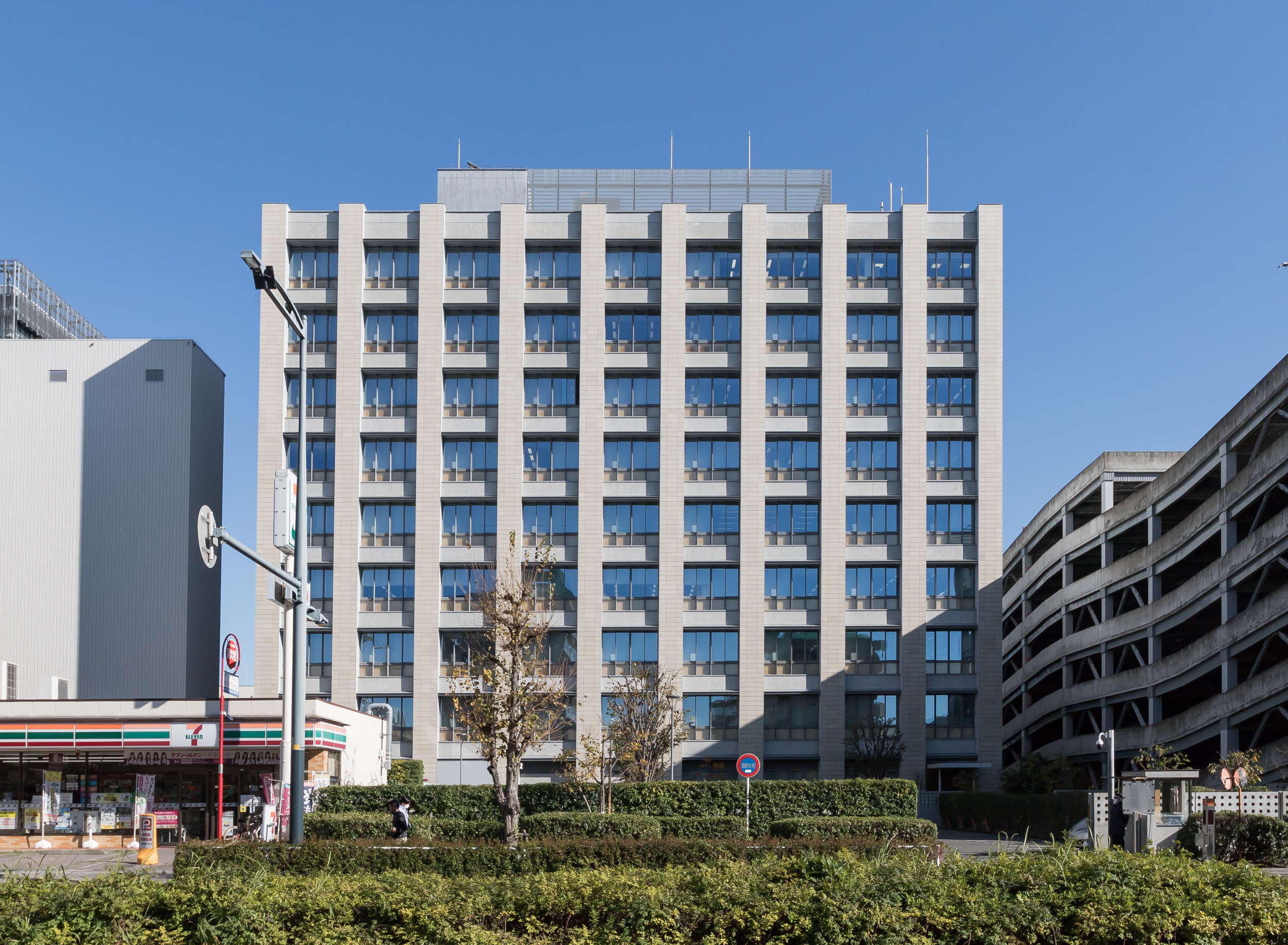
立川第二法務総合庁舎（東京地方検察庁 立川支部）

  - 出入国在留管理庁東京出入国在留管理局立川出張所
  - 東京地方検察庁立川支部
    - 立川区検察庁
    - 青梅区検察庁
- 財務省
  - 関東財務局東京財務事務所立川出張所
  - 東京税関立川出張所
  - 国税庁東京国税局立川税務署
- 厚生労働省
  - 東京労働局立川労働基準監督署
  - 東京労働局立川公共職業安定所
- 国土交通省
  - 関東地方整備局国営昭和記念公園事務所
  - 関東地方整備局甲武営繕事務所
  - 海上保安庁総務部海上保安試験研究センター
- 防衛省
  - 陸上自衛隊立川駐屯地（東部方面航空隊）
  - 陸上自衛隊東立川駐屯地（地理情報隊）
  - 自衛隊東京地方協力本部立川出張所
  - 防衛装備庁航空装備研究所

### 都の行政機関

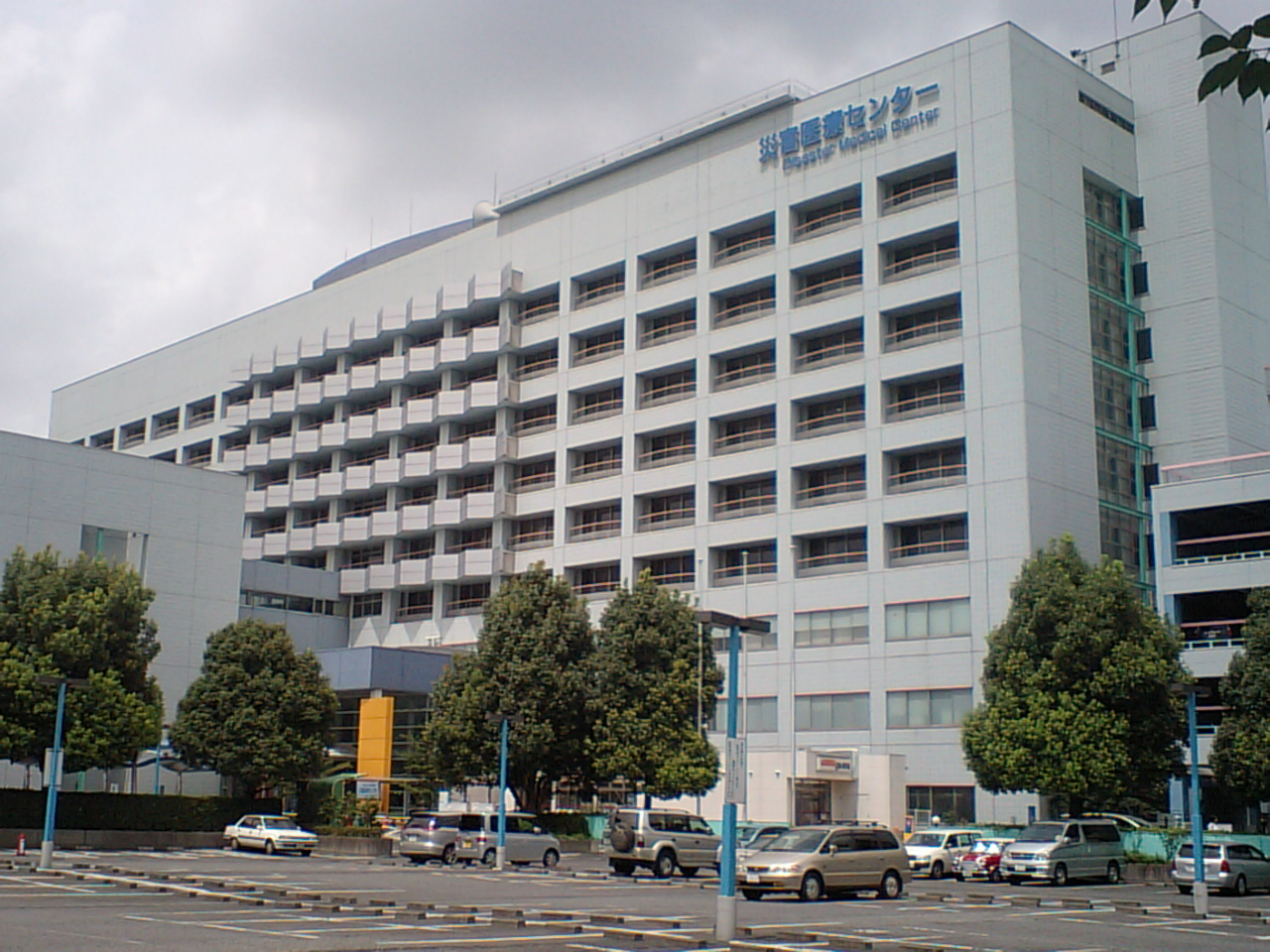
国立病院機構災害医療センター

- 東京都立川地域防災センター
- 東京都多摩広域防災倉庫（旧立川政府倉庫）
- 東京都立川都税事務所
- 東京都多摩消費生活センター
- 東京都多摩建築指導事務所
- 東京都多摩環境事務所
- 東京都多摩立川保健所
- 東京都立川児童相談所
- 東京都農業振興事務所
- 東京都建設局北多摩北部建設事務所
- 東京都水道局多摩水道改革推進本部
- 水道局立川サービスステーション
- 東京都下水道局流域下水道本部
- 東京都教育庁西部学校経営支援センター
- 東京都労働情報センター多摩事務所
- 東京しごとセンター多摩

### 医療
- JR立川駅周辺に総合病院が集中している。
  - 国立病院機構 災害医療センター（緑町）
  - 国家公務員共済組合連合会 立川病院（共済立川病院）（錦町4丁目）
  - 立川相互病院（緑町2016年12月、錦町1丁目から移転[10]）
  - 健生会 ふれあい相互病院（錦町1丁目、立川相互病院の跡施設に開設）
  - 立川中央病院（柴崎町2丁目）
  - 川野病院（錦町1丁目）

### 研究・研修

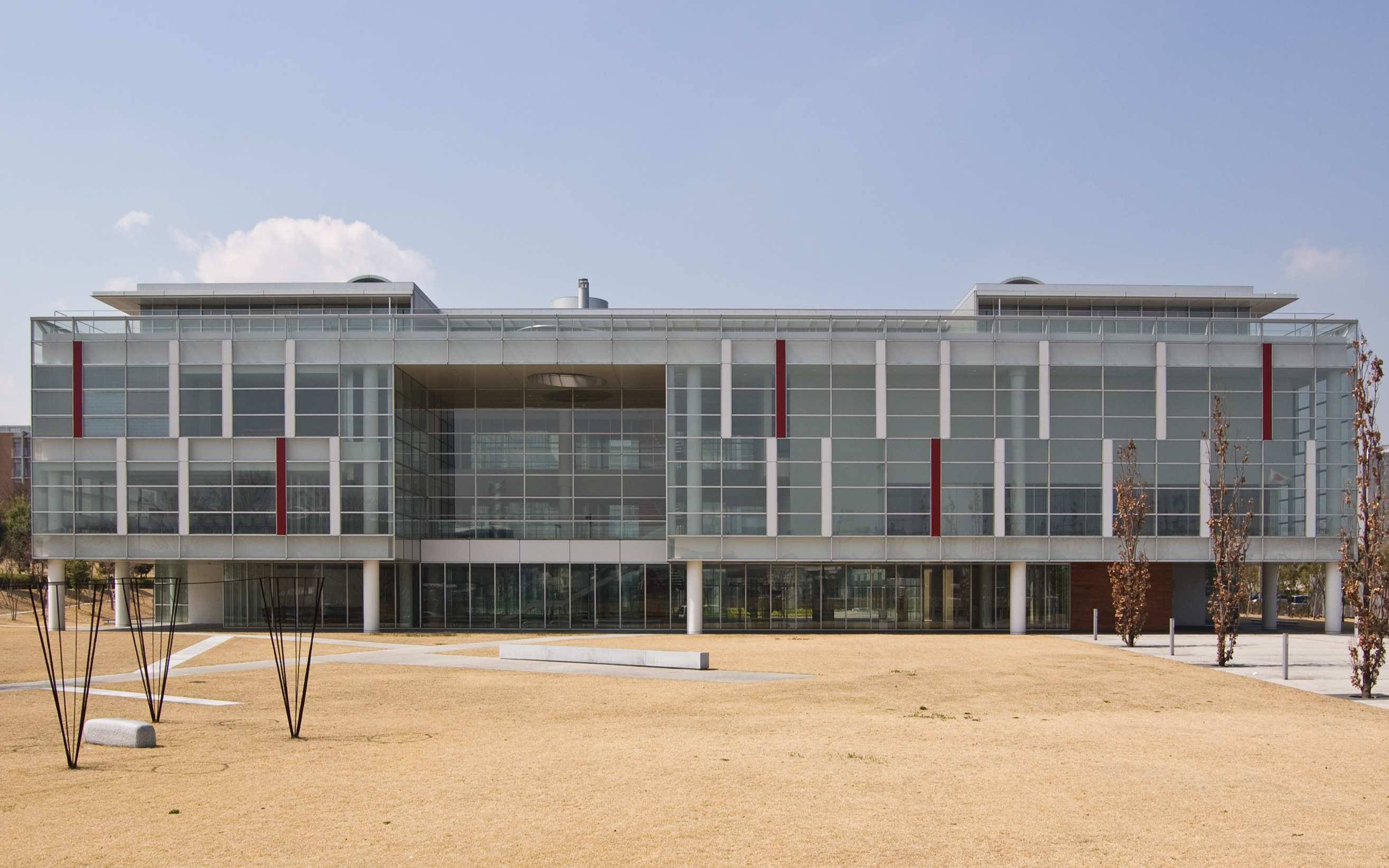
国立国語研究所

- 国立国語研究所（大学共同利用機関法人 人間文化研究機構）
- 国文学研究資料館（大学共同利用機関法人 人間文化研究機構）
- 国立極地研究所（大学共同利用機関法人 情報・システム研究機構）
- 統計数理研究所（大学共同利用機関法人 情報・システム研究機構）
- データサイエンス共同利用基盤施設（大学共同利用機関法人 情報・システム研究機構）
- 東京都農林総合研究センター（公益財団法人東京都農林水産振興財団）
- 総務省自治大学校

### 電気・ガス
- 東京電力パワーグリッド立川支社
- 東京ガス多摩支店

## 公園・スポーツ施設

### 公園

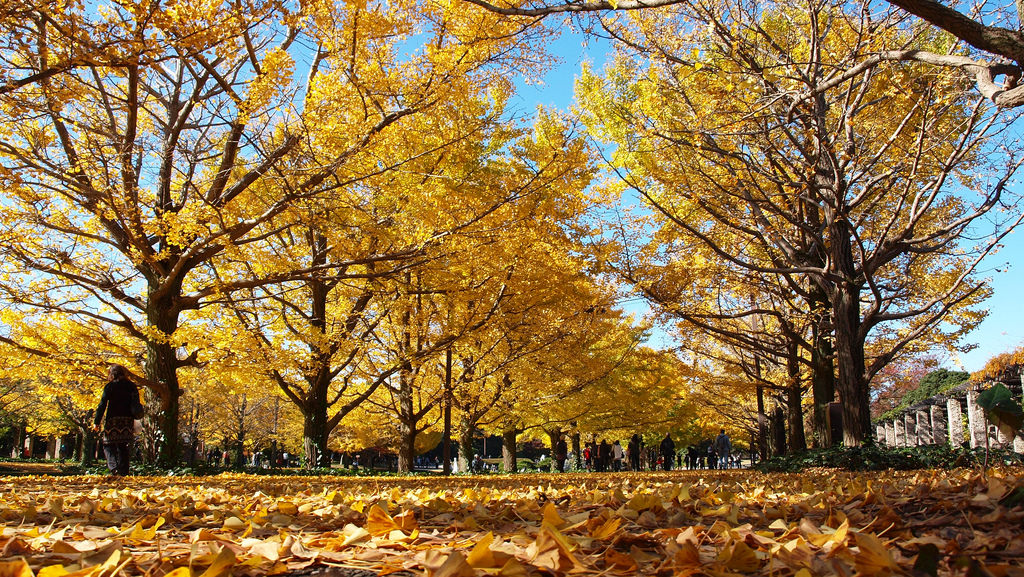
国営昭和記念公園

- 国営昭和記念公園
- 立川公園（根川緑道）
- 諏訪の森公園
- 見影橋公園
- 砂川公園
- 川越道緑地
- 栄緑地
- 高松第三公園

その他、様々

### スポーツ施設
野球
| - 立川公園野球場（コトブキヤスタジアム） - 見影橋公園野球場 - 泉町野球場 | - 多摩川緑地野球場 - 中里野球場 - 一番町少年野球場 | - 立川公園新堤防運動広場（兼用） - 砂川中央地区北野球場 - 砂川中央地区東野球場 |

| テニス - 泉町庭球場 - 砂川中央地区庭球場 - 西砂庭球場 - 錦町庭球場（フットサル場と兼用） - 自治大学校庭球場 | 陸上競技場 - 立川公園陸上競技場 - 見影橋公園陸上競技場（兼用） | ゲートボール場 - 泉町ゲートボール場 - 砂川中央地区ゲートボール場 - 砂川中央地区東ゲートボール場 |

| 多目的運動広場 - 中里多目的運動広場 - 砂川中央地区多目的運動広場 - 砂川中央地区北多目的運動広場 - 立川公園新堤防運動広場（兼用） - 自治大学校多目的運動広場 | フットサル場 - 錦町フットサル場（庭球場と兼用） | 体育館 - 泉市民体育館 - 柴崎市民体育館 武道場 - 練成館 |

## 文化施設

### 博物館・美術館・資料館
- 昭和天皇記念館（国営昭和記念公園内）
- 歴史民俗資料館
- 川越道緑地 古民家園
- たまがわ・みらいパーク

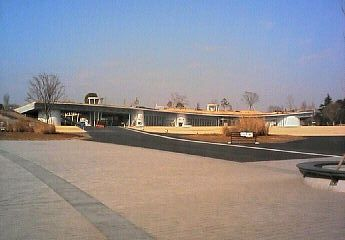
昭和天皇記念館

- 東京消防庁立川都民防災教育センター（立川防災館）

### 図書館
- 立川市図書館

| - 中央図書館 - 柴崎図書館 - 上砂図書館 | - 幸図書館 - 西砂図書館 - 多摩川図書館 | - 高松図書館 - 錦図書館 - 若葉図書館 |

### ホール

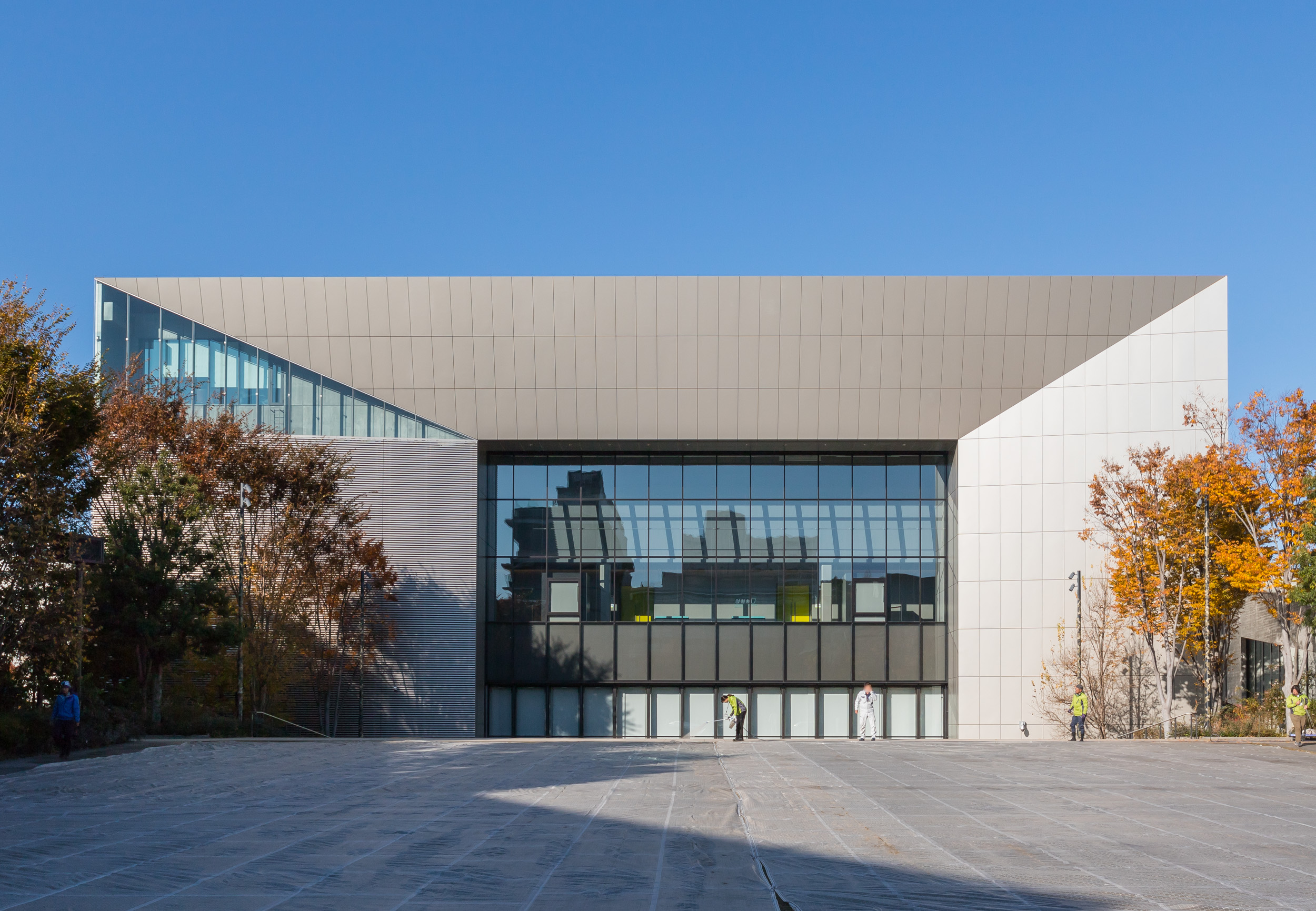
TACHIKAWA STAGE GARDEN

- TACHIKAWA STAGE GARDEN（立川ステージガーデン） - GREEN SPRINGS内
- 立川市市民会館 - 多摩信用金庫が命名権を取得、2014年1月「たましんRISURU（リスル）ホール」として、リニューアルオープン（旧愛称：アミューたちかわ）
- アイムホール - 立川市女性総合センター・アイム1階

## 宗教施設
- 諏訪神社、日吉神社、金刀比羅神社（柴崎町）
- 諏訪神社（西砂町）
- 阿豆佐味天神社・立川水天宮（砂川町）
- 浅間神社（富士見町）
- 熊野神社（高松町）
- 愛宕神社（栄町）
- 普済寺（柴崎町）
- 常楽院（富士見町）
- 真澄寺・真如苑（柴崎町に本部を置く）
- 崇教真光立川中修験道場（富士見町）
- 冨士大石寺顕正会多摩会館（富士見町）(塚越治喜)
- 幸福の科学立川支部（錦町）
- 創価学会立川文化会館（羽衣町）
- 立正佼成会立川教会（錦町）
- 世界平和統一家庭連合立川教会（旧統一教会、高松町）
- 日本キリスト教団立川教会（錦町）
- カトリック立川教会（錦町）

## 文化財
2020年現在、市内には国指定および登録文化財が4件、都指定文化財が2件、市指定文化財が28件存在する。
国
- 六面石幢（国宝）：1953年（昭和28年）11月14日指定
- 玉川上水（指定史跡）：2003年（平成15年）8月27日指定
- 木造大日如来坐像（重要文化財）：2009年（平成21年）7月10日指定
- 中野家住宅主屋、蔵（登録有形文化財）：2000年（平成12年）4月28日登録

東京都
- 立川原合戦戦死者供養鉦鼓（都指定有形文化財）：1965年（昭和40年）11月16日指定
- 立川氏館跡（都指定史跡）：1994年（平成6年）3月22日指定

立川市
- 大和田遺跡（柴崎町）
- 八幡神社本殿跡
- 満願寺跡
- 柴崎分水
- 蚕影神社

など
遺跡
2021年現在、市内には上述の大和田遺跡を含め21か所の遺跡が確認されている。
- 向郷遺跡（羽衣町）
- 下大和田遺跡（柴崎町）
- 台の下遺跡（富士見町）

史跡
- 日野の渡し跡
- 栄緑地（立川飛行機砂川工場引込線跡）
- 鷹の道
- 川越道緑地と古民家園

## 観光
立川は総数109点のパブリック・アートが設置された業務地域ファーレ立川を有する文化・アートの街である。

### イベント・祭り
- 東京TAMA音楽祭（毎年4月、国営昭和記念公園）
- 立川フラメンコ（毎年5月、南口すずらん通り）
- 立川まつり国営昭和記念公園花火大会（毎年7月最終土曜日、国営昭和記念公園、東京一の大玉(1.5尺玉)があがる）
- 立川の夏祭（毎年8月）
- 立川よいと祭り（毎年8月）
- 羽衣ねぶた祭（毎年8月）
- 富士見夏まつり（毎年8月）
- 曙町祭礼パレード（毎年8月）
- 西砂川地域ふれあい松明祭（毎年8月）
- 立川フリーマーケット村（毎年10月 - 11月、立川競輪場）
- 立川南口駅前欅イルミネーション（毎年11月 - 1月）

ほか

### 名物・特産品
- 立川うど - 全国有数のウドの産地であり、生産量は都内1位[13]。うどラーメンやうどパイなど様々な食品が考案されている。
- おでんそば・うどん - エヌアールイー中村亭（現：JR東日本フーズ）が経営する立川駅の駅そば店「奥多摩そば」の名物。

### スポーツ
- 立川シティハーフマラソン（毎年3月、旧：立川・昭島マラソン）
- ミニテニス - 高齢者でも無理なくいつでもできるスポーツとして、元立川市職員（立川市教育委員会体育課スポーツ振興係長）の天野孝一が考案した屋内球技。立川市教育委員会が1986年から市内で巡回教室を開いて広めた。第68回国民体育大会（スポーツ祭東京2013、多摩国体）でもデモンストレーション競技として採用。ミニテニス用のラケットはテニスラケットのシャフトを極端に短くした感じで、ボールも手のひらサイズのビーチボールのような柔らかい素材でできている。体育館のバドミントンコートをアレンジして使い、手軽なことから生涯スポーツとして広く各地に普及している。日本ミニテニス協会の事務局・本部は立川市にある[14]。

### 実業団
- 立川ダイス(2022年よりB3リーグに参加するプロバスケットボールクラブ)

## 住宅団地
- 都市再生機構けやき台第1団地 - 昭和41年 : 立川都市計画事業(一団地の住宅施設)
- 都市再生機構砂川第2団地 - 昭和46年 : 立川都市計画事業(一団地の住宅施設)
- 都市再生機構砂川第3団地 - 平成4年 : 立川都市計画事業(一団地の住宅施設)
- 都市再生機構砂川第4団地 - 昭和46年 : 立川都市計画事業(一団地の住宅施設)
- 都営砂川第1団地 - 昭和46年 : 立川都市計画事業(一団地の住宅施設)
- 東京都住宅供給公社江ノ島道東団地 - 昭和37年 : 立川都市計画事業(一団地の住宅施設)
- 東京都住宅供給公社富士見町団地 - 昭和44年事業年度変更 : 立川都市計画事業(一団地の住宅施設)
- けやき台団地（立川市・国分寺市にまたがる）
- 立川若葉町団地
- 立川幸町団地
- 立川柏町団地
- 松中団地
- 大山団地
- 富士見町団地

## 教育

### 幼稚園
2021年5月現在、11か所の幼稚園がある（すべて私立）。
| - 石川学園こばと幼稚園 - 認定こども園キンデルガルテン松中幼稚園 - 子供の国若草幼稚園 - 立川幼稚園 | - 認定こども園立川かしの木幼稚園 - 立川双葉幼稚園 - 立川みどり幼稚園 - 多摩幼稚園 | - 藤幼稚園 - みたから幼稚園 - 認定こども園めぐみ幼稚園 |

### 小学校
| - 立川市立第一小学校 - 立川市立第二小学校 - 立川市立第三小学校 - 立川市立第四小学校 - 立川市立第五小学校 - 立川市立第六小学校 - 立川市立第七小学校 | - 立川市立第八小学校 - 立川市立第九小学校 - 立川市立第十小学校 - 立川市立西砂小学校 - 立川市立南砂小学校 - 立川市立幸小学校 - 立川市立松中小学校 | - 立川市立大山小学校 - 立川市立柏小学校 - 立川市立上砂川小学校 - 立川市立新生小学校（市立南富士見小学校と市立多摩川小学校が統合し開校） - 立川市立若葉台小学校（市立けやき台小学校と市立若葉小学校が統合し開校） |

- 東京都立立川国際中等教育学校附属小学校

### 中学校
- 市立

| - 立川市立立川第一中学校 - 立川市立立川第二中学校 - 立川市立立川第三中学校 | - 立川市立立川第四中学校 - 立川市立立川第五中学校 - 立川市立立川第六中学校 | - 立川市立立川第七中学校 - 立川市立立川第八中学校 - 立川市立立川第九中学校 |

- 私立

- 高校と併設されているものは高校の項に記す。

### 中等教育学校
- 東京都立立川国際中等教育学校

### 高等学校
- 都立

- 東京都立立川高等学校 - 1901年開校の伝統校。旧制東京府立第二中学校。

- 東京都立砂川高等学校 - 2005年4月から三部制の定時制となった。通信制もある。

- 私立

- 昭和第一学園高等学校
- 立川女子高等学校
- 星槎国際高等学校立川学習センター - 星槎国際高等学校（広域通信制）のスクーリングなどを行う校舎

### 各種学校
- 西東京朝鮮第一初中級学校 - 朝鮮学校。小中学校に相当。
- トヨタドライビングスクール東京 - 2002年10月、日本自動車学校から改称[16]
- 立川美術学院

### 専修学校
- 学校法人大原学園
  - 大原簿記公務員医療福祉保育専門学校立川校 - 2016年4月、大原簿記法律専門学校立川校から校名変更[17]
  - 東京立川歯科衛生学院専門学校 - 2022年4月開校[18]
  - 東京立川情報ITクリエイター専門学校 - 2024年4月開校[19]
- 西東京調理師専門学校
- 国際製菓専門学校
- 関東柔道整復専門学校
- 関東リハビリテーション専門学校
- 専修学校河合塾立川校
- 国立病院機構災害医療センター附属昭和の森看護学校 - 大学化に伴い、2017年3月閉校[20][21]

### 大学
- 国立
  - 総合研究大学院大学 立川キャンパス（国文学研究資料館・国立国語研究所・国立極地研究所）
- 私立
  - 国立音楽大学 -1978年4月、国立市から立川市へ移転した。
  - 東京医療保健大学 国立病院機構立川キャンパス - 2014年4月、災害医療センター敷地内に開設。

## 経済

### 産業
就業者数（2015年国勢調査）
- 第1次産業　　 673 ( 1.0%)
- 第2次産業　12,981(18.9%)
- 第3次産業　55,127(80.1%)

### 本社・本店が所在する企業

多摩信用金庫本店

- 味の民芸フードサービス
- いなげや
- ウェルパーク
- 魚力
- オリオン書房
- シネマシティ
- セレモアホールディングス
- 立飛ホールディングス
- 立川バス
- 多摩運送
- 多摩信用金庫
- 多摩都市モノレール
- 日本ファルコム
- ビサイド
- 壽屋
- メトロール
- ミミー電子
- 超音波工業
- ジャムコ
- 奥多摩工業

かつて存在した企業
- 立川電業
- 立川飛行機
- リッカー

### 農業
ウドは立川の特産品である。ほかブロッコリー、植木の生産も盛んであり、五日市街道を中心に多様な農畜産物が生産されている。また、2013年5月にはJA東京みどりの農産物直売所「ファーマーズセンターみのーれ立川」が開業し、地産地消や特産化を推進している。

### 工業
主な事業所
- ミミー電子
- 超音波工業
- 横河ソリューションサービス
- ジャムコ
- メトロール

### 商業
百貨店・ショッピング施設など
- ルミネ立川店（立川駅北口のJR東日本系列駅ビル、旧名称：WILL＜ウィル＞）
- グランデュオ立川（立川駅南口のJR東日本系列駅ビル）
- エキュート立川（改札外にも店舗を構えるのはエキュート初）
- 伊勢丹立川店（伊勢丹初の支店）
- 立川タカシマヤS.C.(2023年1月に百貨店区画の営業を終了し、同年11月リニューアルオープン)
- フロム中武（地元系商業テナントビル　旧名称：中武デパート）
- パークアベニュー（地元系商業テナントビル）
- 立川タクロス（立川駅北口西地区再開発で生まれた商業ビル。住宅部分はプラウドタワー立川）
- アレアレア（立川駅南口再開発で生まれた大型商業ビル。1と2の2つのビルからなる）
  - ラーメンスクエア（フードテーマパーク）
- ららぽーと立川立飛（多摩地域初出店）
- GREEN SPRINGS（立川駅北口みどり地区に建設された新街区）

この他、武蔵村山市に所在するイオンモールむさし村山の敷地の一部に立川市域(上砂町六丁目)がかかっている。
かつて存在した施設
- 緑屋立川店
- 第一デパート
- 石丸電気立川店
- 長崎屋立川店
- 東武ストア立川マイン
- トポス立川店
- ユザワヤ立川南口店（ビックカメラ立川店の8Fに縮小移転後、2019年11月より高島屋7Fに移転）
- 立川ロフト（旧：丸井立川店→マルイミニ立川→立川モディ）

スーパーマーケット
- 西友西国立店
- いなげや立川幸店、立川栄町店
  - blooming bloomyららぽーと立川立飛店
- 東急ストア立川駅南口店
- 京王ストアキッチンコート立川店
- 成城石井ルミネ立川店
- マルエツ武蔵砂川店
- 肉のハナマサ立川店
- 業務スーパー立川錦町店
- ヤオコー立川若葉町店
- グルメシティ立川若葉店
- サミットストア羽衣いちょう通り店
- ピーコックストア国立弁天通り店(住所は立川市栄町)、玉川上水店
- オーケー立川富士見町店、立川若葉町店

ホームセンター・家具店・雑貨店・家電量販店
- ケーヨーデイツー立川幸町店
- IKEA立川（都内初出店）
- ニトリ立川高島屋店
  - デコホームららぽーと立川立飛店
- ルミネ立川ロフト
- ハンズららぽーと立川立飛店
  - ハンズ ビーグランデュオ立川店
- MEGAドン・キホーテ立川店 （旧：ダイエー立川店→トポス立川店→ダイエー立川店）
- オリンピック・ホームセンター立川若葉店（旧：長崎屋ホームセンター立川若葉店→ホームピック立川若葉店）
- ビックカメラ立川店 （旧：伊勢丹立川店→ビックピーカン立川店）
- ソフマップ立川店　（ビックカメラ立川店内）
- ヤマダデンキLABI LIFE SELECT 立川
- ケーズデンキ立川店

書店・CDショップ・レンタルビデオ店
- オリオン書房
- ジュンク堂書店
- 有隣堂
- ブックオフ
- ブックセンターいとう
- HMV
- TSUTAYA
- タワーレコード
- ディスクユニオン

ホテル
- ホテルエミシア東京立川（旧立川グランドホテル、国際ホテル系列）
- ホテル日航立川 東京（ホテルオークラグループ） - 旧ザ・クレストホテル立川（帝国ホテルグループ）
- SORANO HOTEL（ソラノホテル）- GREEN SPRINGS内
- 立川リージェントホテル
- スーパーホテル東京・JR立川北口
- ホテルメッツ立川（JR東日本グループ）
- 立川ワシントンホテル（藤田観光グループ）
- 立川アーバンホテル本館・別館（東京ウエストホテルグループ）
- ホテルマイステイズ立川（旧ホテルロイヤルオーセンティック）
- ホテルレックス立川
- 立川ホテル
- 昭和ホテル
- ビジネスホテルほまれ
- 東横イン立川駅北口
- ホテルリブマックス立川駅前
- 西立川ビジネスホテル

娯楽施設
映画館
- シネマシティ、シネマ・ツー（独立系シネコン）
- TOHOシネマズ立川立飛
- kino cinéma（キノシネマ）立川髙島屋S.C.館（ミニシアター）[22][23] ※立川髙島屋S.C.内に2019年6月開館、「キノフィルムズ#映画館の開設」も参照

かつて存在した施設
かつて映画全盛期時代には、JR立川駅南北に10館の映画館があり賑わいをみせていた。
- 駅北口：立川シネマ・立川セントラル・立川中央・立川松竹
- 駅南口：立川名画座・立川大映・立川日活・立川東宝・立川東映南座・立川錦座

公営ギャンブル
- 市営立川競輪場
- JRAウインズ立川

金融機関
銀行
- みずほ銀行…立川市指定金融機関、日本銀行立川代理店
- 三菱UFJ銀行
- 三井住友銀行
- りそな銀行
- 群馬銀行
- きらぼし銀行
- 横浜銀行
- 山梨中央銀行
- 東日本銀行
- 東京スター銀行

信託銀行
- 三菱UFJ信託銀行
- 三井住友信託銀行
- SMBC信託銀行

協同組織金融機関
- 西武信用金庫
- 青梅信用金庫
- 多摩信用金庫…本店を立川市に置く。立川市指定代理金融機関
- あすか信用組合
- 大東京信用組合
- 警視庁職員信用組合
- 東京消防信用組合
- ハナ信用組合
- 中央労働金庫

農協・生協
- 東京都信用農業協同組合連合会（JAバンク東京信連）…本店を立川市に置く。
- 東京みどり農業協同組合…本店を立川市に置く。

商店街
- 立川駅
  - 立川南口いろは通り商店街
  - 立川南口すずらん商店街

現在、立川駅南口の商店街では、電子マネーであるSuica、PASMOを利用した新しい商店街ポイントシステムを導入するなど、積極的な商業振興を行っている。

## 交通

### 鉄道

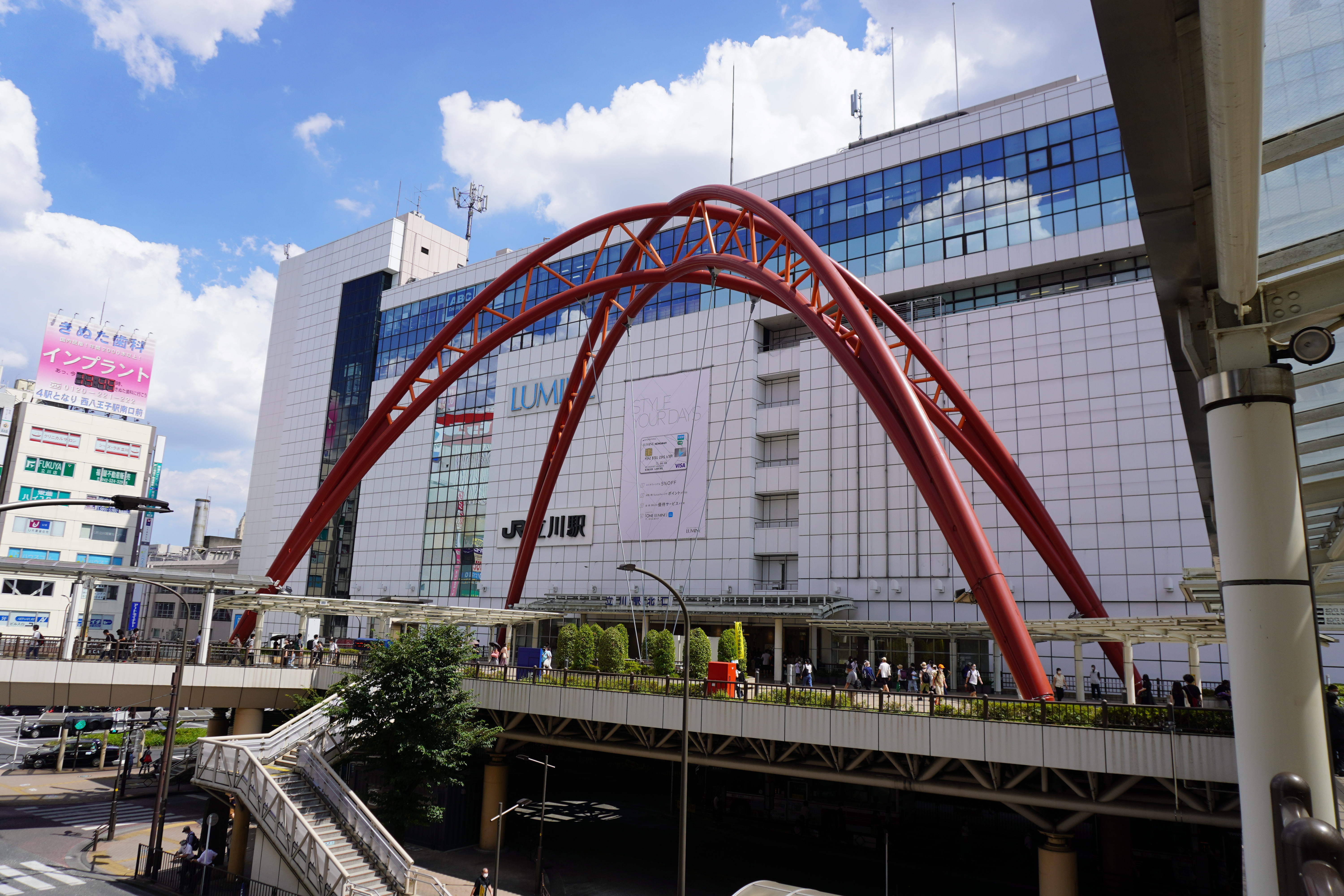
立川駅

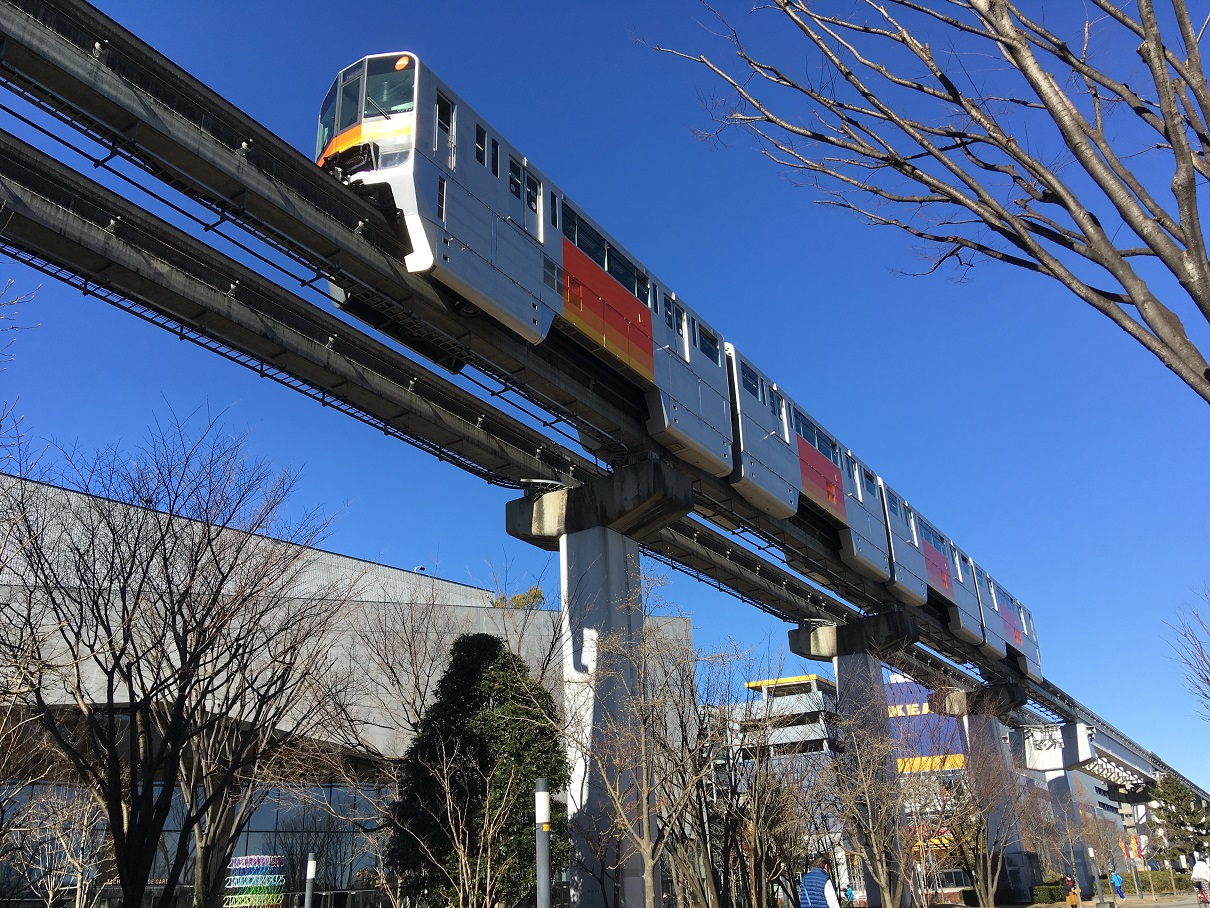
GREEN SPRINGS内を走行する
多摩都市モノレール

東日本旅客鉄道（JR東日本）
 中央線快速電車・■中央本線
- - 立川駅 -

 青梅線
- 立川駅 - 西立川駅 -

 南武線
- 立川駅 - 西国立駅 -

西武鉄道
 拝島線
- - 玉川上水駅 - 武蔵砂川駅 - 西武立川駅 -

多摩都市モノレール
 多摩都市モノレール線
- - 柴崎体育館駅 - 立川南駅 - 立川北駅 - 高松駅 - 立飛駅 - 泉体育館駅 - 砂川七番駅 -

- （多摩都市モノレール線玉川上水駅は東大和市に属する。）

### バス
- 路線バス

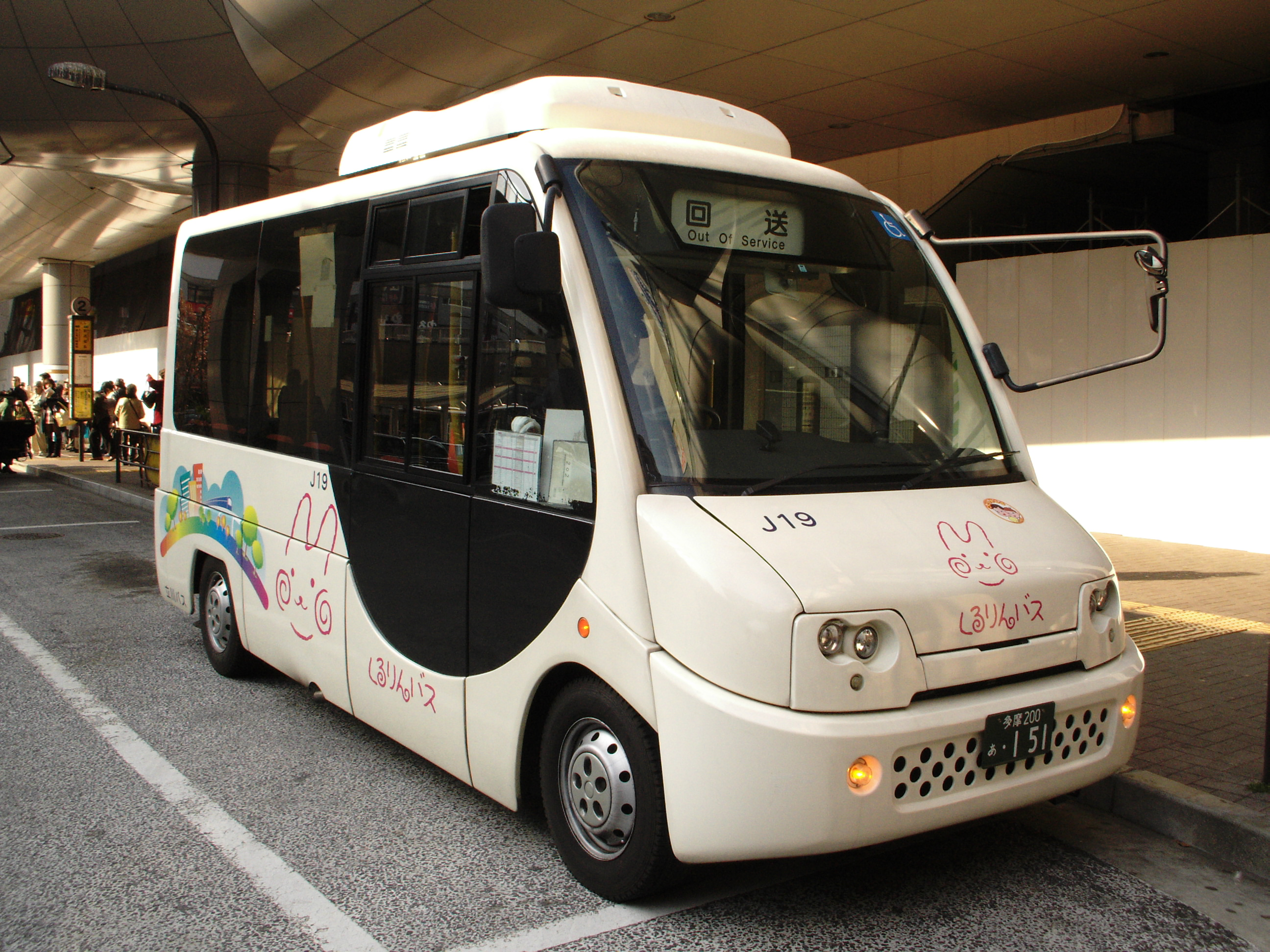
くるりんバス

  - 立川バス - 市内に本社と上水営業所が所在。市外からは福生営業所（福生市）担当の路線が乗り入れる。
  - 西武バス - 市内に立川営業所が所在。市外からは小平営業所（小平市）担当の路線が乗り入れる。
  - 京王電鉄バス - 市外にある桜ヶ丘営業所（日野市）担当の路線が乗り入れる。
  - 西東京バス - 市外にある青梅営業所（青梅市）担当の路線が乗り入れる。
- 高速バス

立川バス、東京空港交通、成田空港交通、京浜急行バス、山陽電鉄、南海バス、千曲バス、西武バス、西日本ジェイアールバス、三重交通、伊那バス、京王バス
- コミュニティバス

くるりんバス

### 道路
市内を通る道路および橋梁は以下の通り。
高速道路は通っていないが、広域的ネットワークを形成する主要地方道の多くが通っており、これもまた商工業の集積を高める要因となっている。

#### 高速道路
- 市内を通る路線はないが、市の南方を中央自動車道が通る。国立府中インターチェンジ、八王子インターチェンジが近い。また、構想中の多摩新宿線と核都市広域幹線道路を市内で交差させ、ジャンクションを設けるルート案があるが[25][26][27]、具体化していない。

#### 国道
- かつては国道20号が市域の南端（錦町）を通っていたが、日野バイパスの開通に伴い都道256号となったため、現在市内を通る国道はない。

#### 都道
- 主要地方道
  - 東京都道7号杉並あきる野線 （五日市街道）
  - 東京都道16号立川所沢線 （立川通り）
  - 東京都道29号立川青梅線 （奥多摩街道・新奥多摩街道）
  - 東京都道43号立川東大和線 （芋窪街道）
  - 東京都道55号所沢武蔵村山立川線
  - 東京都道59号八王子武蔵村山線
- 一般都道
  - 東京都道145号立川国分寺線
  - 東京都道149号立川日野線
  - 東京都道153号立川昭島線 - 当道路の支線の区間が核都市広域幹線道路に指定されている。
  - 東京都道162号三ツ木八王子線
  - 東京都道256号八王子国立線（甲州街道、旧国道20号）
  - 東京都道503号相模原立川線

### 橋梁
上流から順
- 多摩川
  - 立日橋（東京都道149号立川日野線/多摩都市モノレール線）
  - 日野橋（東京都道256号八王子国立線）

### 飛行場
- 立川飛行場（防衛省陸上自衛隊立川駐屯地）

## 姉妹都市

### 国内
- 長野県大町市
  - 1991年3月25日姉妹都市提携

### 海外
- サンバーナディーノ市（アメリカ合衆国 カリフォルニア州）
  - 1959年12月23日姉妹都市提携

## 地域メディア
- コミュニティFM
  - エフエムラジオ立川
- ケーブルテレビ
  - ジェイコム多摩（旧JCNマイ・テレビ）

## テレビ
- 至高のひととき～多摩・立川 オトナ時間～[28]

東京MXテレビ制作
番組では、立川市を中心とした多摩地区で大人が楽しめる“魅惑のオトナスポット”に焦点を当て紹介。
人工の白い砂浜で、ビーチバレーやバーベキューを楽しむオトナたちの姿が。
東京の真ん中にいながら、本物のビーチにいるような非日常の楽しみ方をお伝えします。 都心の喧騒を忘れ、ダンディな気持ちに酔いしれる、“至高のひととき”をお届けします。
ナレーション：阿部あき子
- - 番組Youtube[29]

## 著名な出身・ゆかりの人物

### 文化
- アラン・ヘール - 天文学者、ヘール・ボップ彗星の発見者
- 伊藤勢 - 漫画家
- 稲葉なおと - 作家、写真
- 井上大地 - ギタリスト、歌手、作曲家
- 宇野淑子 - 作家
- 小澤征爾 - 指揮者（戦時中、疎開先として一時在籍）
- ゲッツ板谷 - 作家、フリーライター
- 後藤仁 - 日本画家、アジアの美人画（立川美術学院出身）
- 佐橋俊彦 - 作曲家
- 鈴木一誌 - グラフィックデザイナー、映画批評家
- 中川淳一郎 - 編集者、フリーライター
- 西又葵 - 原画家、イラストレーター
- 平山雄一 - 音楽評論家
- 比留間久夫 - 作家
- 松江哲明 - ドキュメンタリー映画監督
- 森蘊 - 造園史家・庭園研究家・造園家
- 森忠明 - 詩人、童話作家
- 吉澤京子 - ピアニスト
- 吉原由香里 - 女流棋士（旧姓は梅沢）

### 芸能・メディア
- 市川三恵子 - 元アイドル「少女隊」
- 伊藤ゆき - ラジオパーソナリティ・プロデューサー・ディレクター・ナレーター
- 岩田有未 - 東日本放送アナウンサー
- 宇都宮隆 - ミュージシャン「TM NETWORK」（出身は熊本県）
- 大倉孝二 - 俳優
- 小川範子 - 女優・歌手
- 木根尚登 - ミュージシャン「TM NETWORK」
- 佐藤公俊 - 気象予報士
- ジェシー - アイドル ジャニーズ事務所 SixTONES
- 信田美帆 - タレント、元体操選手
- Sowelu - 歌手
- 高橋健一 - 元お笑い芸人「キングオブコメディ」元メンバー
- 立川寸志 - 落語家
- 遠山明美 - 1961年（昭和36年）ミス・ユニバース日本代表
- 新田純一 - 俳優、歌手
- はいだしょうこ - 歌手、女優、元宝塚歌劇団。NHK「おかあさんといっしょ」19代目うたのおねえさん
- 原田泰造 - お笑い芸人「ネプチューン」
- 久居史子 - ミュージカル俳優
- 広江美奈 - 女優・声優・エフエムラジオ立川パーソナリティ
- ポーキー - パーカッションミュージシャン、DJ
- 真木蔵人 - 俳優
- 三浦友和 - 俳優（出生は山梨県）
- 水谷豊 - 俳優（芦別市生まれ）
- 山田充人 - ミュージカル俳優
- 横山欣司 - 南日本放送元アナウンサー

### スポーツ
- アジャコング - 女子プロレスラー
- 泉川正幸 - 元全日本男子バレーボール選手
- 香川メレ優愛ハヴィリ - 女子ラグビー選手
- 菅沼菜々 - プロゴルファー
- 戦闘竜 - 総合格闘家、元大相撲力士
- 田村聡 - 登山家
- 西沢浩一 - 元プロ野球選手
- 日翔志英忠 - 大相撲力士
- 舟山恭史 - 元プロ野球選手
- 古屋剛 - プロ野球選手
- 密山祥吾 - レーシングドライバー
- 遊澤亮 - 卓球日本代表選手
- 四元奈生美 - プロ卓球選手
- 渡邊海 - プロボクサー

### 政治・経済
- 木宮憲市 - 外交官、元駐ソロモン諸島大使
- 豊蔵一 - 官僚、元建設事務次官、プロ野球セントラル・リーグ元会長
- 中野喜介 - 実業家。出生名は孫應棟。戦後の混乱期、地元有力地主の中野家の養子となり、歓楽街に米兵相手の「立川パラダイス」を開き、跡地に立川専門学校（のちの都立立川短大）を開校。「夜の市長」「市政の黒幕」等と呼称された。中武デパートを建設、立川商工会議所会頭、全日本商店街連合会会長を歴任。

## 立川市に関係する作品

### フィルムコミッション
フィルムコミッション事業とは、立川のまちを映画やテレビドラマなどの撮影に使うことで、映像を通じて多くの人にPRし、立川を好きになってもらったり、立川に遊びに来てもらうことを目的とした事業。
主な撮影作品
| 公開年月   | 媒体種別     | 作品名等                                  | 出演者・監督                                                                        | 撮影場所等                                                                     |
| ---------- | ------------ | ----------------------------------------- | ----------------------------------------------------------------------------------- | ------------------------------------------------------------------------------ |
| 2005年8月  | 映画         | 戦後60年記念作品「同窓会」                | 加藤剛・愛川欽也・監督:向井寛                                                       | 根川緑道の桜並木、立川公園野球場                                               |
| 2006年3月  | テレビドラマ | 女王の教室スペシャル                      | 天海祐希                                                                            | たまがわみらいパークほか                                                       |
| 2007年1月  | 映画         | 魂萌え!                                   | 風吹ジュン・三田佳子・豊川悦司・常盤貴子ほか                                        | サンサンロード、ファーレ立川,他                                                |
| 2007年1月  | テレビドラマ | 仮面ライダー電王                          | 田﨑竜太・長石多可男・坂本太郎ほか                                                  | 立飛企業敷地内                                                                 |
| 2008年4月  | テレビドラマ | ごくせん第3シリーズ                       | 仲間由紀恵・3年D組生徒                                                              | 市内全域                                                                       |
| 2008年7月  | テレビドラマ | モンスターペアレント                      | 米倉涼子・平岡祐太・佐々木蔵之介ほか                                                | サンサンロードなど                                                             |
| 2008年10月 | テレビドラマ | スクラップ・ティーチャー〜教師再生〜      | Hey! Say! JUMP・上地雄輔ほか                                                        | たまがわみらいパーク、市内                                                     |
| 2009年10月 | 映画         | 風が強く吹いている                        | 小出恵介・林遣都 ほか・監督:大森寿美男                                              | 国営昭和記念公園、市内                                                         |
| 2009年11月 | テレビドラマ | 相棒Season 8                              | 水谷豊・及川光博                                                                    | 柴崎学習館、西砂川地域                                                         |
| 2010年4月  | テレビドラマ | 素直になれなくて                          | 瑛太・上野樹里                                                                      | 根川緑道ほか                                                                   |
| 2011年4月  | テレビドラマ | マジすか学園2                             | AKB48・SKE48                                                                        | たまがわみらいパーク、パレスホテル立川、西立川駅周辺、立川市役所（旧庁舎）ほか |
| 2012年1月  | テレビドラマ | 理想の息子                                | 山田涼介・鈴木京香ほか                                                              | 錦第二公園（オニ公園）、旧梅田診療所(国登録有形文化財)                         |
| 2012年4月  | テレビドラマ | 未来日記-ANOTHER:WORLD-                   | 岡田将生・剛力彩芽・岡田義徳・本郷奏多・光石研ほか                                  | 立川市役所（新・旧庁舎）、サンサンロード                                       |
| 2012年5月  | テレビドラマ | 三毛猫ホームズの推理                      | 相葉雅紀（嵐）・吉瀬美智子・大政絢・大倉忠義(関ジャニ∞)                             | 立川羽衣商店街、立川市役所（旧庁舎）                                           |
| 2013年1月  | テレビドラマ | 仮面ライダーウィザード                    | 白石隼也・永瀬匡・戸塚純貴・高山侑子・KABA.ちゃん                                   | 立川市緑町公園                                                                 |
| 2013年1月  | テレビドラマ | 終電バイバイ 第1夜 立川駅                 | 濱田岳・古舘寛治                                                                    | サンサンロードほか                                                             |
| 2015年2月  | テレビドラマ | ラギッド!                                 | 芦田愛菜・岩城滉一・いしだあゆみ・小野武彦・前田吟・岡本健一・黒沢年男 ほか         | 立川商工会議所／市内                                                           |
| 2015年11月 | 映画         | レインツリーの国                          | 玉森裕太（Kis-My-Ft2）・西内まりや・森カンナ・阿部丈二・山崎樹範ほか・監督:三宅喜重 | サンサンロード                                                                 |
| 2016年1月  | テレビドラマ | スミカスミレ                              | 桐谷美玲、及川光博、町田啓太、松坂慶子ほか                                          | 諏訪の森公園                                                                   |
| 2016年7月  | 映画         | シン・ゴジラ                              | 長谷川博己・竹野内豊・石原さとみほか・総監督:庵野秀明                               | 立川広域防災基地                                                               |
| 2017年1月  | テレビドラマ | スーパーサラリーマン左江内氏              | 堤真一、小泉今日子、ムロツヨシ、島崎遥香ほか                                        | サンサンロード                                                                 |
| 2017年3月  | テレビドラマ | 税務調査官・窓際太郎の事件簿32            | 小林稔侍、麻生祐未、渡辺いっけい、北村総一朗ほか                                    | 立川ビジネスセンタービル・立川商工会議所・立川市役所                           |
| 2018年9月  | テレビドラマ | リーガルV〜元弁護士・小鳥遊翔子〜         | 米倉涼子、向井理、菜々緒、三浦翔平、勝村政信、高橋英樹、小日向文世ほか              | 立川ビジネスセンタービル・立川商工会議所                                       |
| 2019年9月  | 映画         | 見えない目撃者                            | 吉岡里帆ほか                                                                        | 立日橋周辺                                                                     |
| 2020年4月  | テレビドラマ | 70才、初めて産みます セブンティウイザン。 | 小日向文世、竹下景子ほか                                                            | 立川市健康会館                                                                 |
| 2020年7月  | テレビドラマ | 半沢直樹                                  | 堺雅人、上戸彩、及川光博、賀来賢人、香川照之ほか                                    | 曙町場内酒場                                                                   |

### 舞台となった作品
発表年順に記載。
映画
- シン・ゴジラ （2016年、東宝） - ゴジラの襲撃により壊滅した都心から、官邸機能が立川広域防災基地内の災害対策本部予備施設に移管される。近隣の昭和記念公園や多摩都市モノレール車両基地も舞台として登場する。
- 映画 滑走路（2020年） - 立川のオリオン書房で俵万智と出会い、短歌を読み続けた歌人萩原慎一郎をモチーフとした映画。

テレビドラマ
- 東京大地震マグニチュード8.1（1980年、読売テレビ） - 千葉真一主演による東京大地震をモチーフにしたテレビ映画で、登場人物が立川市へ避難してくる。
- 凪のお暇（2019年、TBSテレビ）- 下記コミックのドラマ化。原作に沿って錦第二公園（通称・オニ公園）など立川市でのロケも行われている。

小説
- ワルボロ（2007年） - 1970年代末の立川が主な舞台。
- 僕の部屋がダンジョンの休憩所になってしまった件 （2017年）

詩集
- 歌集 滑走路（2017年） - 著者である歌人の萩原慎一郎は、立川のオリオン書房で俵万智との出会いで短歌を始め、本の表紙も立飛をイメージしたとされる。

漫画
- げんしけん二代目（2002年） - 多摩モノレールが登場。主人公達が石和温泉に慰安旅行する際、立川駅構内が描写されている。
- 聖☆おにいさん（2006年） - ブッダとイエスが立川のアパートで下界のバカンスを満喫するという設定。
- ハカイジュウ（2010年） - 立川市とその周辺が舞台。立川市で地震が発生し謎の怪物が次々と出現する設定。
- 凪のお暇（2016年） - 主人公・凪が人間関係をリセットすべく三軒茶屋から立川市へ引っ越してくる。
- サチコと神ねこ様（2019年） - 主人公のサチコと神ねこ様が住む町。神ねこ様が野良猫として生前に暮らしていた町でもある。
- 怪獣8号（2020年） - メインキャラクターたちが在籍する対怪獣防衛基地の本部がある。

アニメ
- 機動警察パトレイバー（1989年） - テレビシリーズ第11話「イヴの戦慄」で立川駅北口、昭和記念公園が登場。
- まほろまてぃっく（1998年） - 立川駅周辺及び多摩モノレール沿線が舞台。西武バスも登場している。2期、〜もっとうつくしいものも同様。
- とある魔術の禁書目録（2008年）、とある科学の超電磁砲（2009年） - アニメ版の学園都市において立川駅周辺とよく似た風景が登場する。市はこれを観光振興に繋げようと、多摩市や地元企業と協働して「とあるアニメの学園都市化計画」を展開し、モデルとなった場所を紹介する地図の配布などを行なっている。また、期間限定で中央線沿線の各駅でもポスターが張られていた。2013年劇場映画化の際モノレールにてPRトレイン、キャスト（レールガンチーム）による舞台挨拶も実施。また、市民祭である春の楽市や秋の楽市などでオリジナルグッズの販売を行なっている。
- パパのいうことを聞きなさい!（2009年） - 立川駅及び駅周辺や多摩都市モノレール線沿線が登場している。
- フリージング（2010年） - アニメ版のオープニングにおいて多摩都市モノレール線のような車両が登場し、路線図に立川西駅や高岡不動駅とあるのが確認できる。物語の舞台となるウエストゼネティックスの駅は現実の柴崎体育館駅の位置にある。2013年10月放送の2期でも登場している。
- ガッチャマン クラウズ（2013年） - 立川市周辺が舞台。製作協力にも参加。本拠地は国営昭和記念公園の地下の設定。2015年7月放送の2期でも登場している。また、2013年から毎年10月開催のイベント「立川バル街」とのコラボレーションが行われている。
- サムライフラメンコ（2013年） - 1話に多摩モノレール、2話にて市内の通称・オニ公園が登場。
- 世界征服〜謀略のズヴィズダー〜（2014年） - 立川駅及び国営昭和記念公園周辺が舞台。西ウド川市として登場。うどが名物なので、忠誠の誓いにうどまんじゅうを差し出している。
- 彼女がフラグをおられたら（2014年）- 立川駅周辺や多摩モノレールが登場。
- ナゾトキネ（2016年）
- フレームアームズ・ガール（2017年）- 立川駅などが登場。原作を務める模型製作企業「壽屋」の本社も立川に所在している。
- カイトアンサ（2017年）
- 宇宙よりも遠い場所（2018年） - 南極を目指す少女たちを題材にした作品で、南極・北極科学館や立川駅周辺が登場する。市内にある国立極地研究所が制作に協力している。

ゲーム
- 東亰ザナドゥ（2015年） - 立川駅前、国営昭和記念公園、多摩モノレールなどがモデルとして使われている。制作の日本ファルコムの本社所在地でもある。